# Polynésie

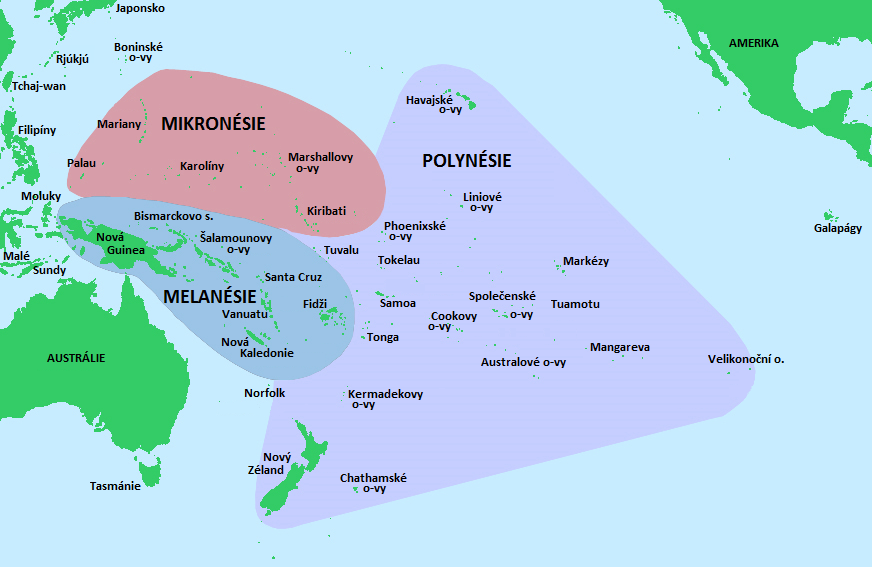
Polynésie, Melanésie a Mikronésie, tři subregiony Oceánie

Polynésie (z řeckého πολύ poly „mnoho“ a νῆσοι nésoi „ostrovy“) je geografický a kulturní subregion v Oceánii, tvořený více než tisícovkou ostrovů středního a jižního Pacifiku. Pokrývá téměř 50 milionů čtverečních kilometrů oceánu, z toho asi 294 000 km2 zabírá ostrovní pevnina.
Mezi četné ostrovy a souostroví Polynésie se řadí například Havaj, Nový Zéland, Samoa, Tonga nebo Společenské ostrovy.
V Polynésii žije na 6 milionů lidí, z toho asi milion tvoří potomci původní obyvatel. Ti se nazývají Polynésané, patří do rozsáhlé rodiny Austronésanů a i přes roztroušenost po velkém území sdílejí příbuzné jazyky, kulturu i náboženství. Jde také o velmi zručné mořeplavce, kteří již v dávné době využívali účinné techniky navigace, například astronomii a znalost mořských proudů.
Dalšími dvěma významnými subregiony Oceánie, sousedícími s Polynésií na západě, jsou Mikronésie a Melanésie.

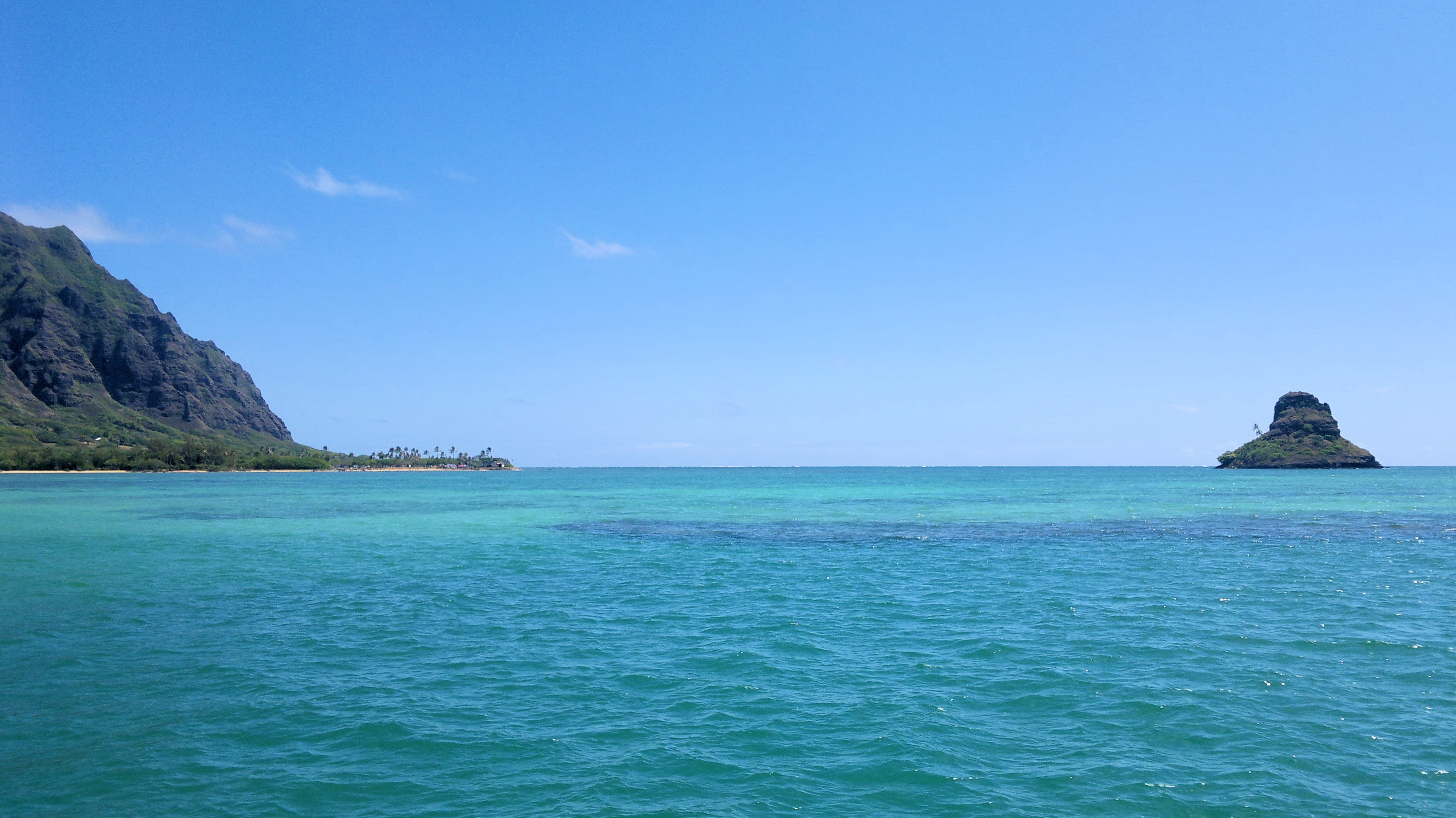
Ostrov Mokoliʻi poblíž Oahu, Havajské ostrovy

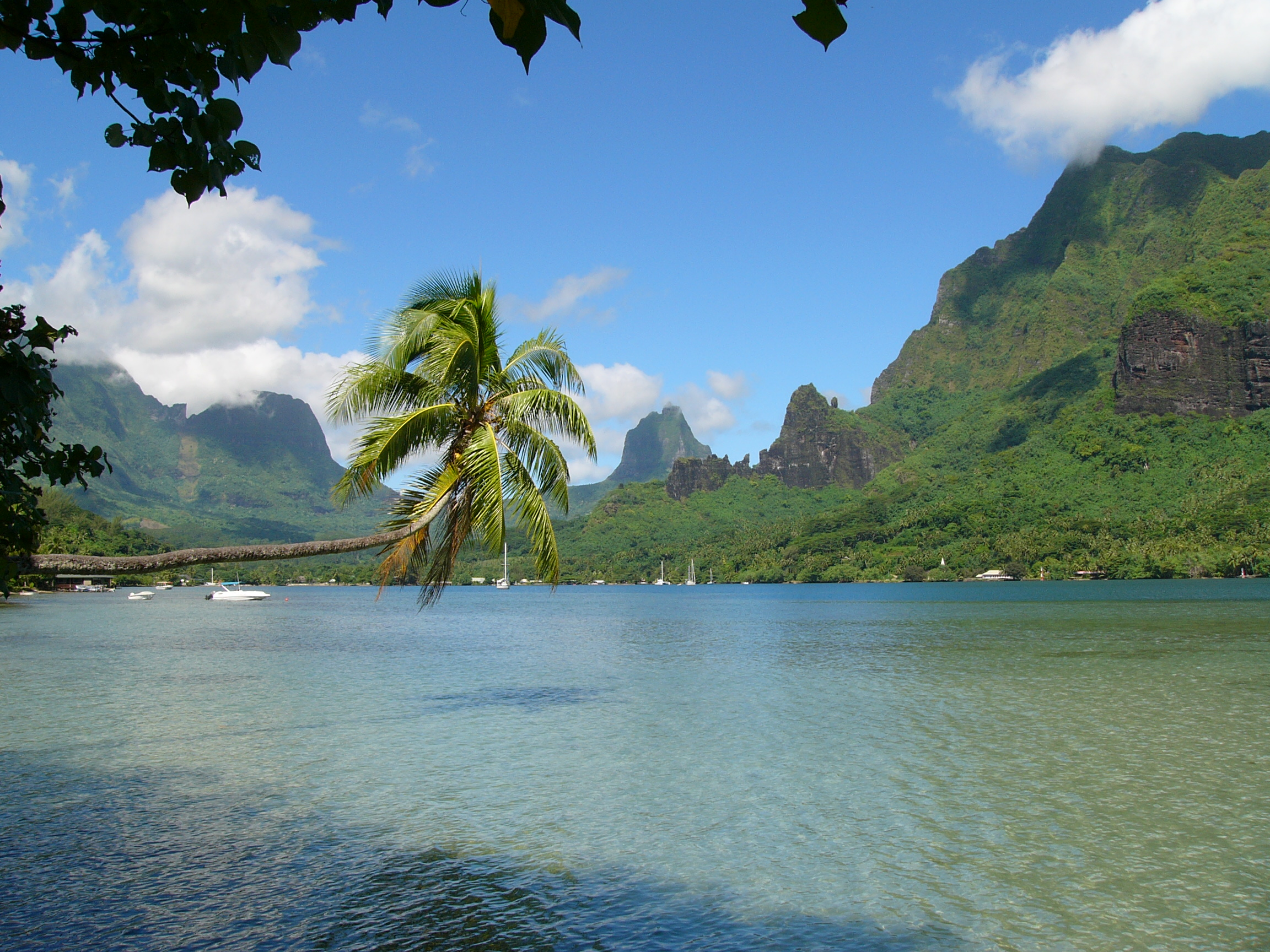
Cookova zátoka na ostrově Moorea, Francouzská Polynésie

## Etymologie
Slovo Polynésie (řecky "mnoho ostrovů") použil jako první Charles de Brosses, francouzský spisovatel a encyklopedista, v roce 1756, tímto výrazem však původně označil všechny ostrovy Tichomoří. S návrhem na užší vymezení tzv. polynéského trojúhelníku přišel až roku 1831 do geografického spolku v Paříži mořeplavec a objevitel Jules Dumont d'Urville, přičemž načrtl i termíny Mikronésie (řecky "malé ostrovy") a Melanésie ("černé ostrovy"). Toto rozdělení Oceánie, založené na kulturních, etnických i jazykových odlišnostech jednotlivých oblastí, se používá dodnes.

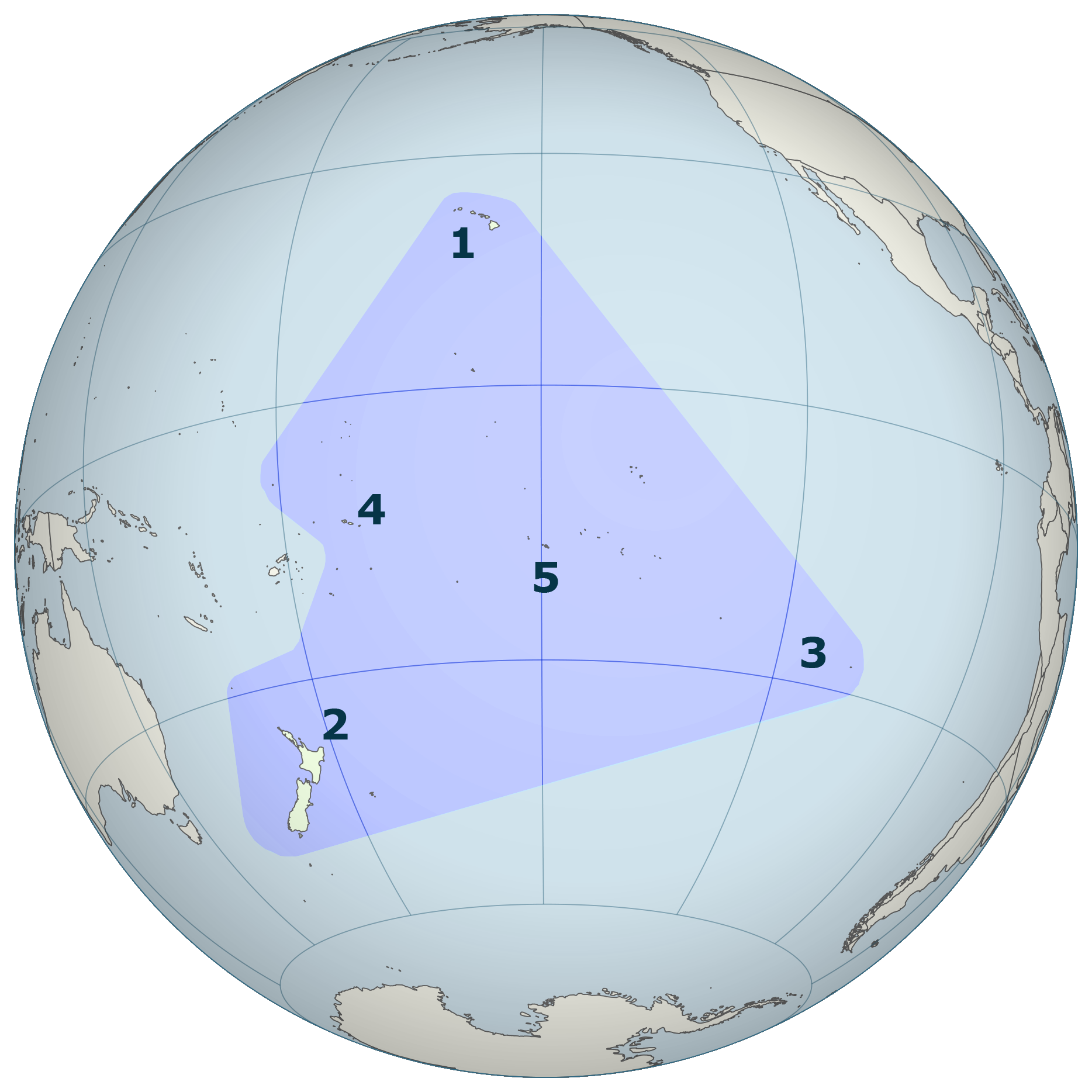
Polynéský trojúhelník na glóbu. Rohy oblasti tvoří Havaj (1), Nový Zéland (2) a Velikonoční ostrov (3). Uvnitř trojúhelníku leží mimo jiné Samoa (4) nebo Tahiti (5).

## Geografie
Polynésie je obecně definována jako ostrovy uvnitř tzv. polynéského trojúhelníku, tedy oblasti rozkládající se mezi Havajskými ostrovy na severu, Novým Zélandem na jihozápadě a Velikonočním ostrovem na jihovýchodě. Mezi další významné skupiny ostrovů uvnitř patří například Samoa, Tonga, Cookovy ostrovy, Tuvalu, Tokelau, Niue, Wallis a Futuna, Společenské ostrovy, Markézy či Tuamotu.
Některé ostrovy obývané obyvatelstvem polynéského původu ovšem leží i mimo toto ohraničení. Malá polynéská osídlení se nacházejí i na Vanuatu, Karolínách, Šalomounových ostrovech a dokonce na Nové Guineji. Jiným místem je Rotuma na severu melanéského Fidži; zdejší obyvatelstvo dodržuje mnohé polynéské zvyky a obyčeje, ač nemluví polynéským jazykem. Dále některé ostrovy Lau na jihozápadě Fidži jsou historicky a kulturně úzce spjaty s Tongou.
Polynésie se rozkládá na více než 50 milionech čtverečních kilometrů Tichého oceánu, jednotlivá souostroví jsou tak od sebe vzdálena často na tisíce kilometrů. Samotné ostrovy bývají poměrně malých rozměrů; výjimkou je Nový Zéland, jemuž náleží 270 534 km2 z celkových zhruba 294 000 km2 polynéské pevniny. Příkladem většího ostrova může být s rozlohou 10 458 km2 také Havaj ve stejnojmenném souostroví; většina ostrovů však měří jen několik stovek čtverečních kilometrů, a v oblasti se nachází i spousta maličkých atolů, z nichž mnohé nemají ani 10 km2.
Polynésie je jedním ze tří subregionů Oceánie, zbylými dvěma jsou Mikronésie a Melanésie. Studie DNA dokázaly, že původní obyvatelé Tichomoří připluli před tisíci let z Tchaj-wanu a posléze se rozdělili do zmíněných tří kulturně odlišných skupin.

### Geologie

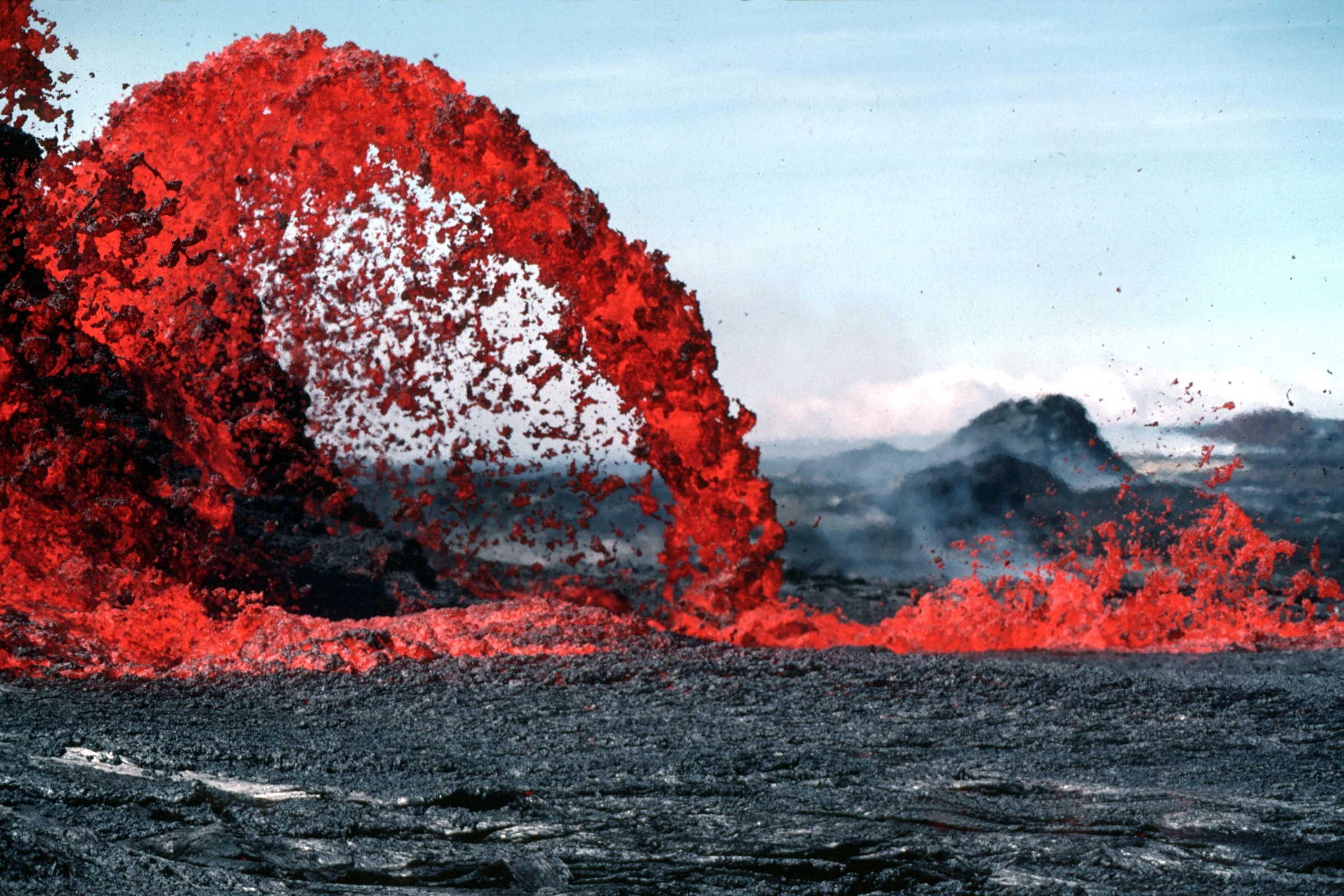
Výtrysk lávy u havajské sopky Kahaualea

Valná většina polynéských ostrovů a souostroví, včetně např. Havajských ostrovů nebo Samoy, je sopečného původu. Naopak Nový Zéland, Norfolk a Ouvéa jsou nadmořskými částmi ponořeného kontinentu Zélandie a odtrhly se před miliony let od Antarktidy. Nejstarší horniny nalezené na Novém Zélandu jsou staré zhruba 510 milionů let, mimo Zélandii jsou nejstarší minerály ty havajské, vzniklé asi před 80 miliony let.
Polynésie je hojná na korálové útesy a atoly. Ty vznikají často pouhých pár metrů nad hladinou moře, jejich obyvatelnost je proto omezena a zvláště v poslední době ohrožována díky globálnímu oteplování a stoupání hladiny světových vod. Dalším nebezpečím pro nízké polynéské ostrůvky je kontaminace a znehodnocení půd slanou vodou, jež se do vnitrozemí dostává zejména při bouřích. Jsou proto namístě obavy, že v nedaleké budoucnosti budou některé z těchto atolů opuštěny, protože tamní podmínky už nebudou vhodné pro lidské osídlení.
I mnohé větší polynéské ostrovy vznikly – podobně jako atoly – na podmořských sopkách, ponořených často velmi hluboko. Známá je vyhaslá sopka Mauna Kea, nejvyšší hora Havajských ostrovů, která sice ční pouze 4025 m nad hladinu, vyrůstá však ze dna 6 km hlubokého oceánu, a i s podvodní částí je tak vysoká přes 10 000 m, což z ní činí de facto nejvyšší horu na Zemi, která při měření od samotné báze překonává i Mount Everest.

### Mořské proudy

Rovníkové proudy a protiproudy

Polynésii protíná takzvaný rovníkový protiproud, plynoucí od západu na východ zhruba po rovníku. Vzniká přibližně na 130° východní zeměpisné délky a směřuje až ke Galapágám, kde se střetává s proudem Peruánským. O něco dále na sever a na jih od protiproudu protékají Polynésii dva další "rovníkové" proudy, ty však tečou opačným směrem, od Ameriky k břehům Asie. Severní rovníkový proud vzniká z proudu Kalifornského, omývá Havajské ostrovy a pak se u pobřeží Filipín stáčí severním směrem a dosahuje k Japonsku. Jižní rovníkový proud vzniká z proudu Peruánského a západně od Polynésie se rozděluje do několika ramen, z nichž největší uhýbá okolo východního pobřeží Austrálie k jihu a jiná se dostávají mezi ostrovy jihozápadní Asie.
Polynésané se naučili využívat mořských proudů k účinnější mořeplavbě a znalost proudů patřila mezi základy jejich bezpřístrojové navigace (viz níže).

### Seznam ostrovních skupin
Následuje výčet ostrovů a souostroví (ať už samostatných států, nebo závislých území), na kterých je rozšířena polynéská kultura, nebo alespoň v minulosti prokazatelně byla.

#### V Polynéském trojúhelníku

Politické dělení Oceánie

| Ostrov nebo souostroví | Politický stav                                |
| ---------------------- | --------------------------------------------- |
| Americká Samoa         | nezačleněné území USA                         |
| Cookovy ostrovy        | samosprávný stát přidružený k Novému Zélandu  |
| Francouzská Polynésie  | součást francouzského zámořského společenství |
| Havaj                  | stát USA                                      |
| Liniové ostrovy        | součást Kiribati                              |
| Niue                   | samosprávný stát přidružený k Novému Zélandu  |
| Norfolk                | vnější součást Austrálie                      |
| Nový Zéland            | nezávislý stát                                |
| Phoenixské ostrovy     | součást Kiribati                              |
| Pitcairnovy ostrovy    | zámořské území Spojeného království           |
| Samoa                  | nezávislý stát                                |
| Tokelau                | zámořská država Nového Zélandu                |
| Tonga                  | nezávislý stát                                |
| Tuvalu                 | nezávislý stát                                |
| Velikonoční ostrov     | součást Chile                                 |
| Wallis a Futuna        | součást francouzského zámořského společenství |

#### Mimo Trojúhelník
| Ostrov nebo souostroví | Stát                           |
| ---------------------- | ------------------------------ |
| Anuta                  | Šalomounovy ostrovy            |
| Emae                   | Vanuatu                        |
| Futuna                 | Vanuatu                        |
| Kapingamarangi         | Federativní státy Mikronésie   |
| Mele                   | Vanuatu                        |
| Nuguria                | Papua Nová Guinea              |
| Nukumanu               | Papua Nová Guinea              |
| Nukuoro                | Federativní státy Mikronésie   |
| Ontong Java            | Šalomounovy ostrovy            |
| Ouvéa                  | Nová Kaledonie                 |
| Pileni                 | Šalomounovy ostrovy            |
| Rennel                 | Šalomounovy ostrovy            |
| Rotuma                 | Fidži, se zvláštními výhradami |
| Sikaiana               | Šalomounovy ostrovy            |
| Takuu                  | Papua Nová Guinea              |
| Tikopia                | Šalomounovy ostrovy            |

Dále sem patří některé menší odlehlé ostrovy Spojených států amerických a Aucklandovy ostrovy, jež jsou vůbec nejjižnějším místem, které Polynésané (konkrétně národ Moriori) osídlili.

## Fauna a flóra

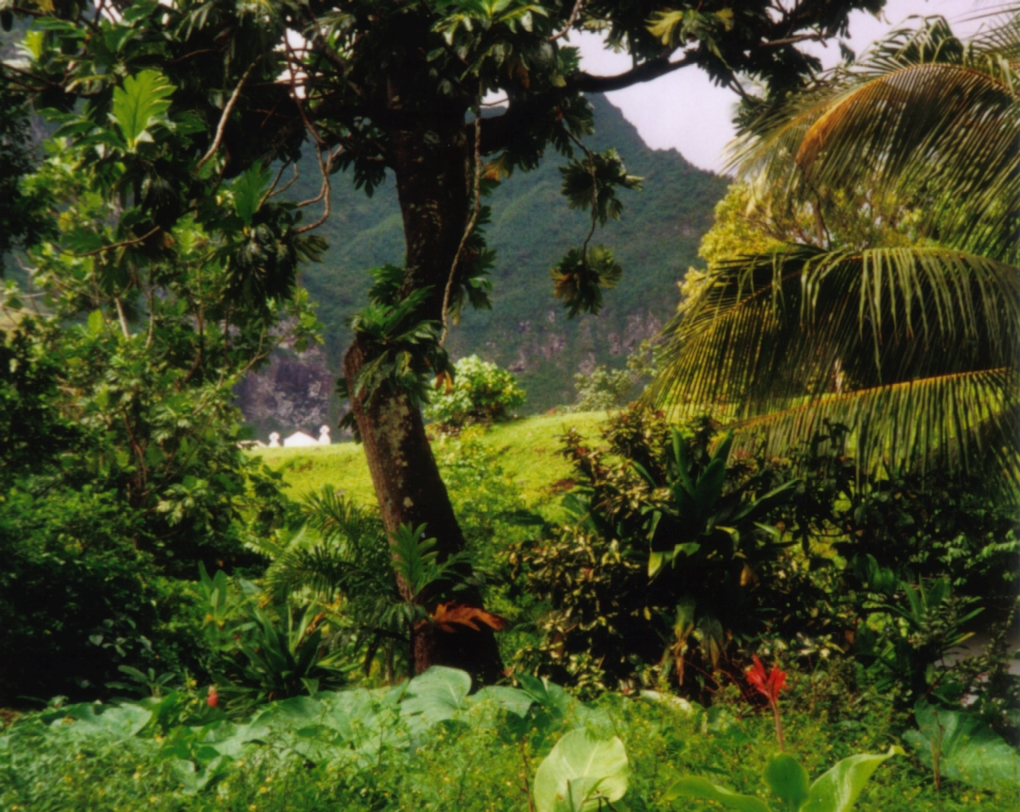
Tropický deštný les (Fatu Hiva, Markézy)

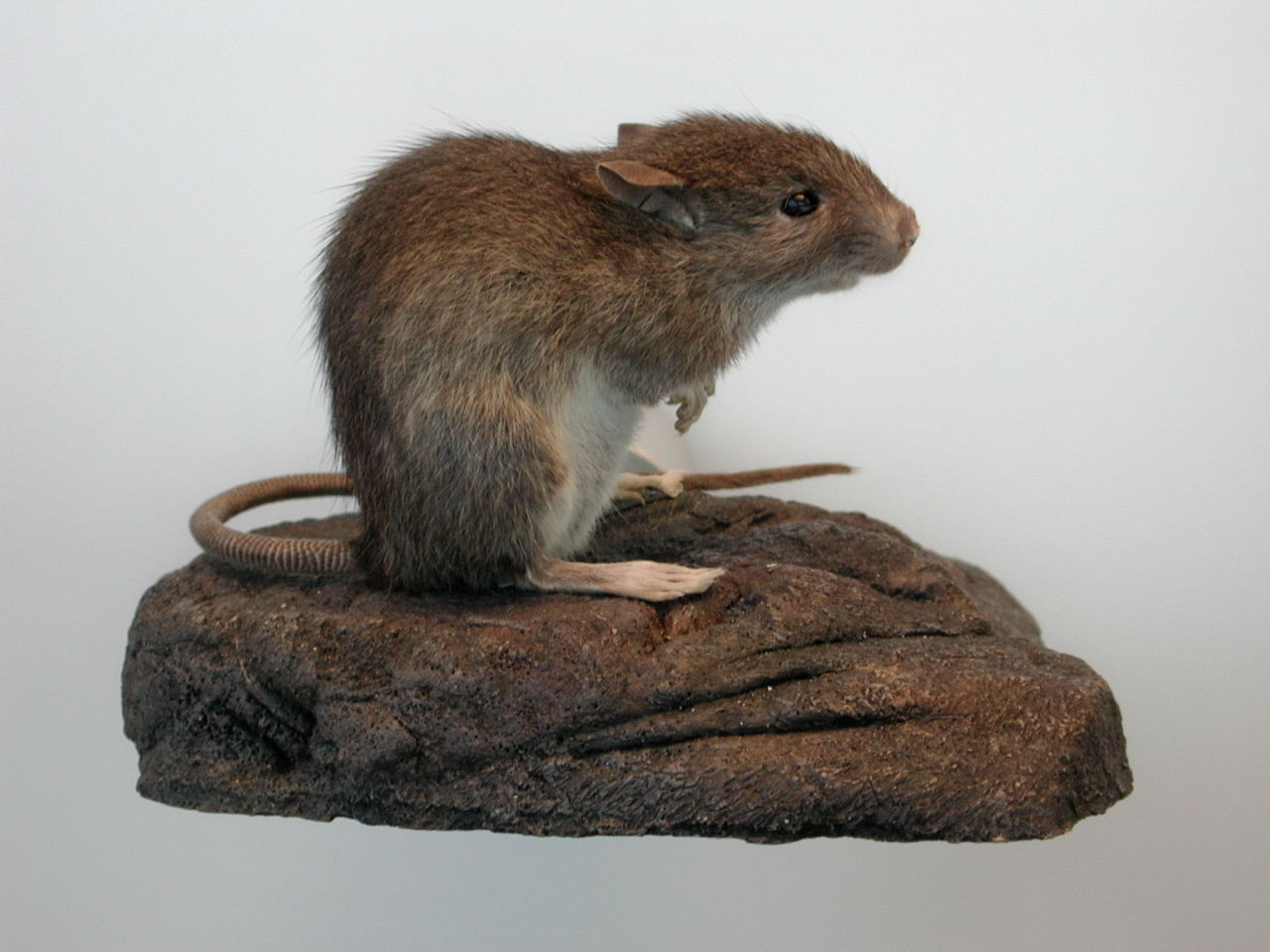
Rattus exulans, krysa ostrovní

Polynéská vegetace má stejně jako obyvatelstvo původ v oblasti Jihovýchodní Asie; semena asijských rostlin jako kokosovníku nebo přesličníku se na daleké ostrovy Tichomoří rozšířila po moři díky větru a ptactvu. Spousty druhů však do Polynésie přinesli až lidští osadníci (viz níže).
Na rozmanitost vegetace má velký vliv velikost a převýšení konkrétních ostrovů a atolů. Na rozlehlých členitých ostrovech vznikají v údolích i rozsáhlé deštné lesy, ovšem na nízkých ostrovech se daří pouze odolným rostlinám jako kokosovníkům a pandánům, na některých maličkých atolech pak chudá půda a nepříznivé podmínky často neumožňují rozšíření více než několika desítek rostlinných druhů.
V lagunách mnoha polynéských ostrovů se také vyskytují mangrovy.
Stejně jako rostlinstvo, i živočichové Polynésie pocházejí z Asie. Nejvíce se na ostrovech daří ptákům, pozemní fauna je mnohem chudší a tvoří ji především plazi a dále četné hmyzí druhy.

### Vliv člověka
Za rozšíření mnohých rostlin i živočišných druhů vděčí polynéská příroda lidským osadníkům – ti si s sebou na cesty přes moře brávali domácí plodiny a uměle je zaváděli na nové ostrovy, které osídlili. Například na Havajské ostrovy přivezli plodiny jako taro, chlebovník, batáty, banány či cukrovou třtinu. Celkově je dosud známo na 72 rostlin, které se do Polynésie rozšířily vlivem člověka.
Ke změnám v původní vegetaci ostrovů patří i mohutné odlesňování, které osadníci prováděli pro získání zemědělské půdy a dřeva. Extrémním případem bylo Rapa Nui, jehož obyvatelům se kolem roku 1600 podařilo úplně vymýtit veškeré stromy na ostrově, což vedlo k rozsáhlé erozi a spolu s jinými faktory také k hladomoru a celkovému kolapsu zdejší civilizace.
Osadníci také ovlivnili polynéskou faunu – přivezli hospodářská zvířata slepice, prasata a psy a také krysy, v maorštině zvané kiore, díky kterým však na ostrovech vymřelo několik konkurenčních původních druhů. V průběhu dějin pak vyhubili Polynésané různá zvířata nadměrným lovem – především se jednalo o nelétavé ptáky, ale někdy i velké plazy, například na Nové Kaledonii vymřel krátce po příchodu lidí (tedy asi před 4000 lety) krokodýlí druh Mekosuchus inexpectatus. Velmi špatně dopadl i již zmiňovaný Velikonoční ostrov, kde byly během několika století po připlutí prvních osadníků vybity úplně všechny druhy pozemních ptáků i několik dalších živočišných druhů, například hlemýždi.

## Dějiny

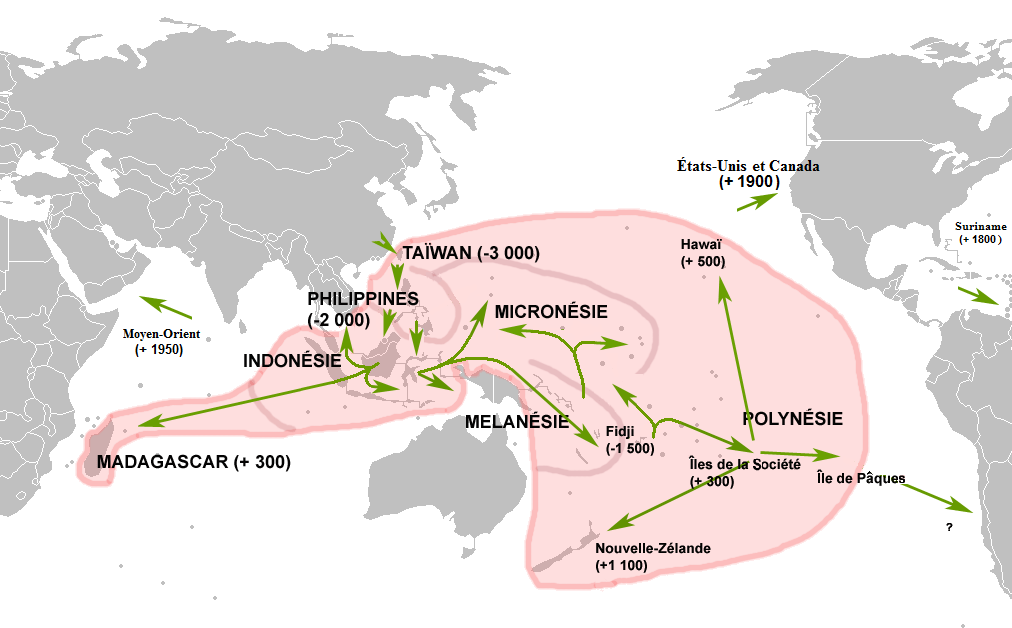
Mapa austronéských expanzí

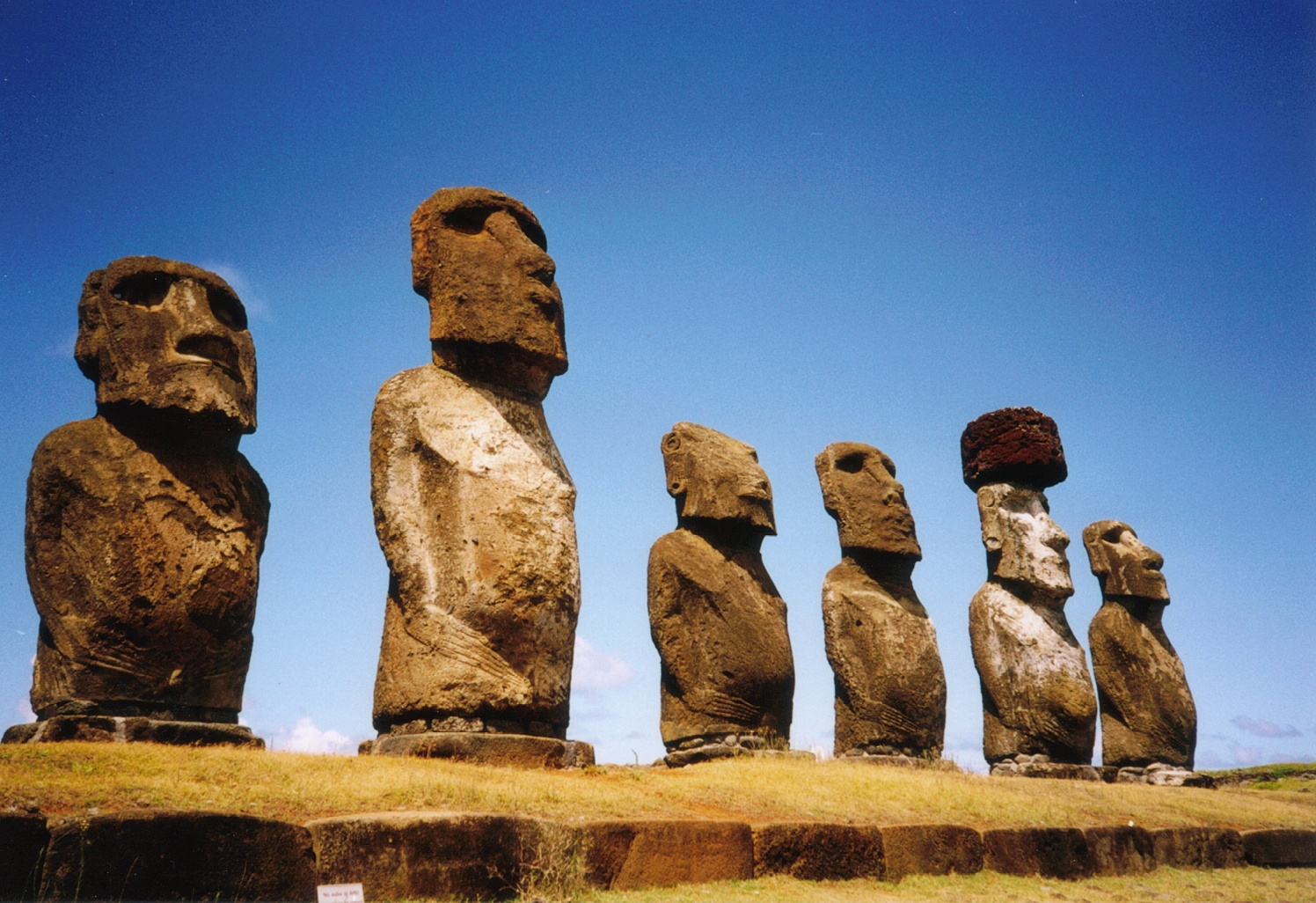
Sochy moai na ahu Tongariki, Velikonoční ostrov

### Osídlení

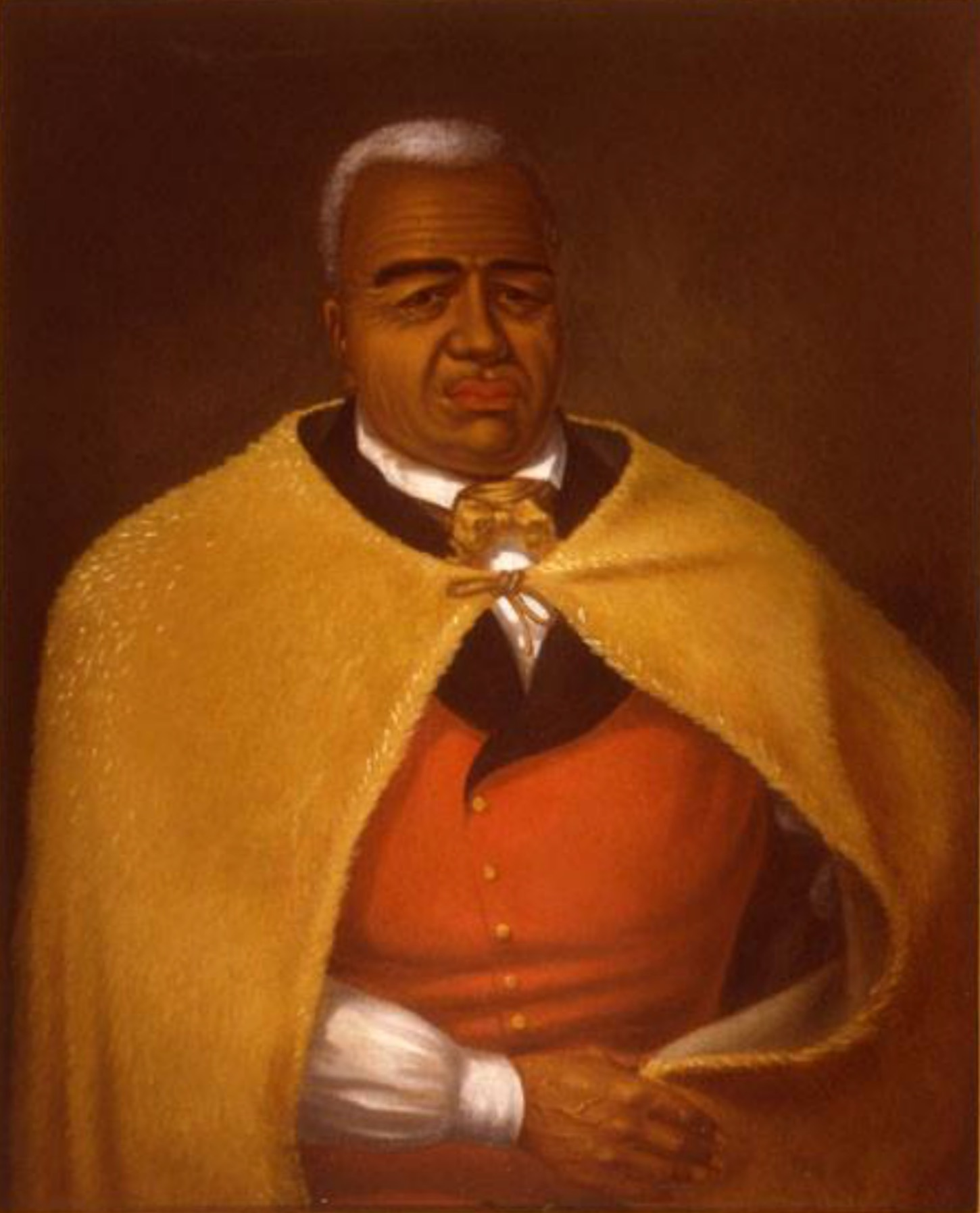
Kamehameha I., sjednotitel Havajských ostrovů

Polynésané jsou pro své jazyky a genetiku považováni za potomky Austronésanů. Původním domovem této rozsáhlé rodiny je ostrov Tchaj-wan, na nějž dorazili první osadníci zhruba před 8000 lety z jižní Číny. (Nebyli to ovšem Chanové, ti se stali hlavní kulturou ostrova až v 17. století – šlo o vzdálené příbuzné Austrálců.) Mezi léty 3000 a 1000 př. n. l. se obyvatelé tohoto ostrova začali rozšiřovat po moři – přes Filipíny se dostali do oblasti Malajsie a Indonésie a odtud oceánem daleko na západ (až k ostrovu Madagaskar) i na východ (do Oceánie).
Přesný průběh a časová posloupnost oceánské migrace není znám. O tom, jak přesně probíhalo osídlování Melanésie, Mikronésie a Polynésie, pojednává mnoho teorií, založených především na lingvistických a genetických důkazech.
Předpokládá se, že okolo roku 1400 př. n. l. se na Bismarckově souostroví v severozápadní Melanésii vyvinula z austronéského základu tzv. lapitská kultura. Ta se již přizpůsobila novým podmínkám, které se od těch na Tchaj-wanu značně lišily. Lidé se například vzdali pěstování rýže a začali kultivovat chlebovník z Nové Guineje, který byl pro tropické podnebí vhodnější. Mořeplavci lapitské kultury dosáhli během pouhých čtyř nebo pěti století vzdálenosti až 6000 kilometrů na východ, a tak asi okolo roku 1000 př. n. l. osídlili Fidži, Tongu a Samou, jak se usuzuje ze zdejších nálezů lapitské keramiky.
Na východ od Fidži, tedy na Tonze a Samoi, se pak začala pomalu vyvíjet nová, odlišná kultura. Ta se rychle rozšířila do celé západní Polynésie, ovšem k objevování a osídlování východnějších souostroví (Společenských ostrovů a odtud později i Havaje či Nového Zélandu) docházelo mnohem později, již v době našeho letopočtu. O přesných datech osídlení jednotlivých souostroví se stále vedou spekulace. Nejnovější metaanalýza z roku 2010 naznačila, že kolonizace východní Polynésie probíhala ve dvou vlnách, a sice zhruba v letech 1025–1120 a později 1190–1290 n. l., přičemž například Velikonoční ostrov měl být osídlen asi roku 1200. Různé starší archeologické výzkumy z minulých desetiletí ovšem odhadovaly dobu osídlení tohoto ostrova na léta 300, 500 nebo 800 n. l. (poslední údaj podporoval například americký vědec Jared Diamond), a podobné nejasnosti lze najít u mnoha ostrovů.
Norský etnolog a archeolog Thor Heyerdahl vyslovil názor, že Polynésie byla dost možná osídlena z východu, z Ameriky. Případní mořeplavci mohli využít Humboldtova proudu, který plyne Tichým oceánem podél západních břehů Jižní Ameriky a na západ k Oceánii. V roce 1947 uskutečnil Heyerdahl úspěšnou experimentální plavbu z Ameriky do Polynésie na dobovém člunu, svou teorii však nepodložil žádnými antropologickými nebo genetickými důkazy, proto je většina vědců k jeho názorům skeptická. Vážněji se ale spekuluje o tom, že kontakt mohl proběhnout opačně, tedy že Polynésané z Velikonočního ostrova mohli doplout do Ameriky (viz níže).

### Politická historie
Polynésie nikdy nevytvořila jednotný stát, existovala pouze menší království zahrnující nanejvýš několik blízkých souostroví. Výjimkou byla Tuʻi Tonžská říše, která po dlouho dobu zaujímala roli hegemona západní Polynésie i částí Melanésie a Mikronésie. Na svém vrcholu v 12. až 15. stoletím měl tento státní útvar vliv sahající až k dalekým ostrovům Niue na východě a Tikopia u Santa Cruz na západě.
Ovšem souostroví východní Polynésie zpravidla neměly jediného vládce, nýbrž několik soupeřích klanů, jako tomu bylo na Tahiti, Havaji, Novém Zélandu nebo Velikonočním ostrově. K vytvoření centralizované vlády docházelo obvykle až v době příchodu Evropanů, tedy teprve koncem 18. století, jako na zmiňovaném Tahiti, kde onou dobou sjednotil náčelník Pomaré lokální kmeny a založil dynastii, která nakonec ovládla celé Společenské ostrovy, Australové ostrovy i Tuamotu. Do stejného období spadá i sjednocování Havajských ostrovů, které jeden po druhém dobyl na přelomu 18. a 19. století náčelník Kamehameha a založil Havajské království. To vydrželo až do roku 1894, kdy byla vyhlášena republika, začleněná o čtyři později jakožto 50. stát do USA.

### Kontakt s původními Američany

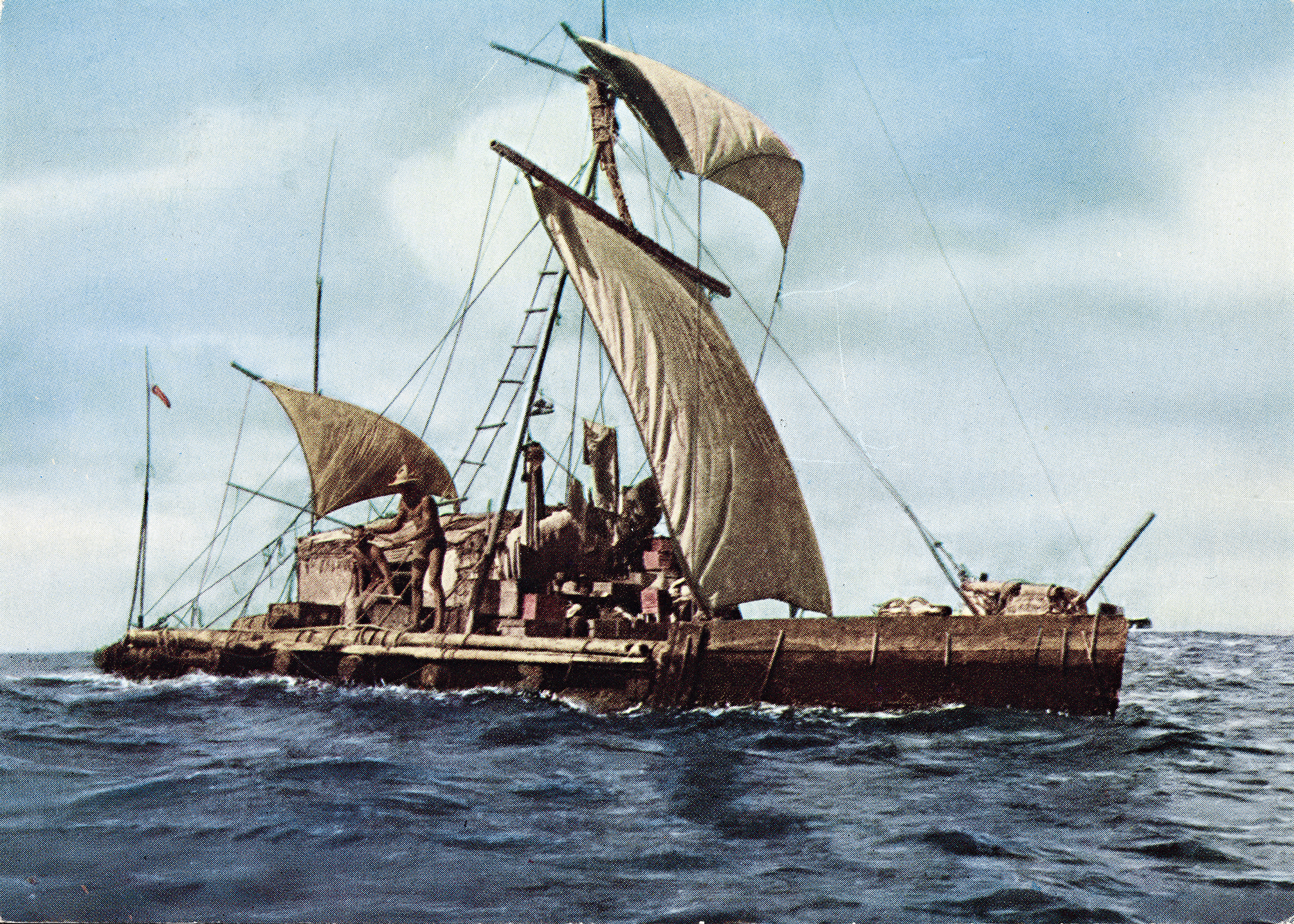
Heyerdahlův člun Kon-Tiki

Když Evropané začali prozkoumávat Tichý oceán, našli na ostrovech sladké brambory neboli batáty, v maorštině zvané kūmara. Ty jsou ovšem původní plodinou Ameriky. Radiokarbonový rozbor zbytků brambor nalezených na Cookových ostrovech ukázal, že tato rostlina mohla být do Polynésie zavezena již v roce 700 n. l. Je tedy pravděpodobné, že polynéští mořeplavci dopluli až do Jižní Ameriky, kde plodinu získali, a vrátili se s ní zpět. Tuto teorii podporují i lingvistické důkazy: polynéské slovo kumara (v různých polynéských jazycích lehce zkomolené) se totiž nápadně podobá výrazům k’umar a k’umara z kečuánštiny a ajmarštiny, jazyků užívaných původními obyvateli Jižní Ameriky, kteří sladké brambory pěstovali. Výraz pro batáty ovšem není jediným jazykovým prvkem, které američtí indiáni a jejich možní hosté z Polynésie sdílejí; slovo toki, výraz pro sekeru, se totiž užívá jak na Rapa Nui, tak v jazyce Mapučů.
V Araukánii v Chile, kde zmiňovaní Mapučové žijí, byly dokonce nalezeny kuřecí kosti. Kur ovšem nepatří do původní americké fauny, musel být dovezen. Vědci datovali kosti zhruba mezi léta 1300–1420, ovšem Španělé se do oblasti dostali až v 16. století, takže je nasnadě, že prvními návštěvníky z cizího kontinentu byli opravdu Polynésané.
Genetik Erik Thorsby a kol. zveřejnili ve vědeckém časopise Tissue Antigens dvě studie, které poukazovaly na stopy indiánských genů v populaci Velikonočního ostrova, a naznačili, že k tomuto obohacení původního polynéského DNA zřejmě došlo ještě před příchodem Evropanů.
V prosinci 2007 bylo na ostrově Mocha v Jižní Americe dokonce nalezeno několik starých lebek. Dnešními obyvateli ostrova jsou Mapučové, ovšem profesorka Lisa Matisoo-Smith z otažské univerzity a José Miguel Ramírez Aliagas z univerzity ve Valparaísu uvedli, že nalezené lebky vykazují polynéské rysy.
Zastáncem teorií o styku původních Polynésanů s Indiány byl i norský experimentální archeolog Thor Heyerdahl. Poukazoval zejména na fakt, že případní mořeplavci mohli využít mořských proudů a díky nim překonat i bez kolumbovských navigačních přístrojů a složitě konstruovaných plavidel obrovské vzdálenosti. V roce 1947 uskutečnil Heyerdahl úspěšnou plavbu z Ameriky do Polynésie na replice inckého voru z balzového dřeva Kon-Tiki; za 101 dní se dostal z Peru až na 6880 km vzdálený polynéský atol Raroia v souostroví Tuamotu.

## Obyvatelstvo

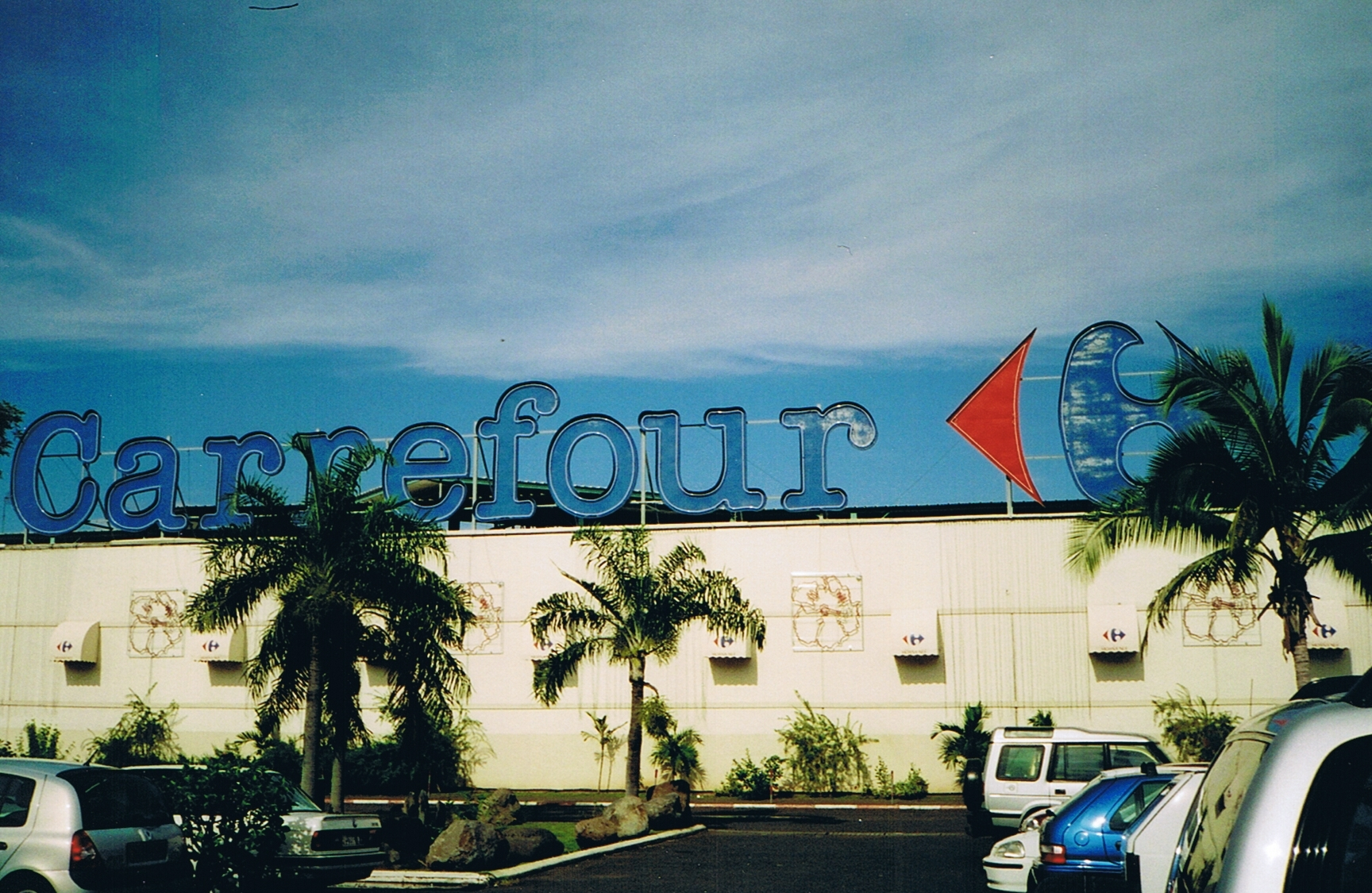
Moderní Francouzská Polynésie

Dnešní žije v Polynésii okolo šesti milionů lidí, z nichž ovšem pouhý milion tvoří potomci původních obyvatel. V rámci evropské a americké kolonizace polynéských krajin v 19. a počátkem 20. století došlo k velkém přílivu zahraničních osadníků, migrujících dělníků i otroků z mnoha různých zemí, což vedlo k dnešnímu velmi rozmanitému složení populace. Na některých místech je podíl původního obyvatelstva až extrémně nízký – například na Havaji tvoří Polynésané jen 6,5 % – ovšem na mnoha ostrovech si prvotní obyvatelé stále zachovávají většinu – třeba na Tonze tvoří 98 % populace. Většina příchozích obyvatel pochází z Asie (Číny, Japonska, Indie, Filipín aj.), zbytek je především evropského a amerického původu.

## Ekonomika
S výjimkou Nového Zélandu čerpá většina nezávislých států Polynésie své příjmy ze zahraniční pomoci a převodů peněz obyvatel cizích zemí. Někde, například na Velikonočním ostrově, tvoří nemalou část příjmů cestovní ruch. Zajímavý doplněk zisku má Tuvalu, které vytěžilo z prodeje své internetové domény .tv, nebo Cookovy ostrovy, jež vydělávaly na prodeji známek.

## Kultura

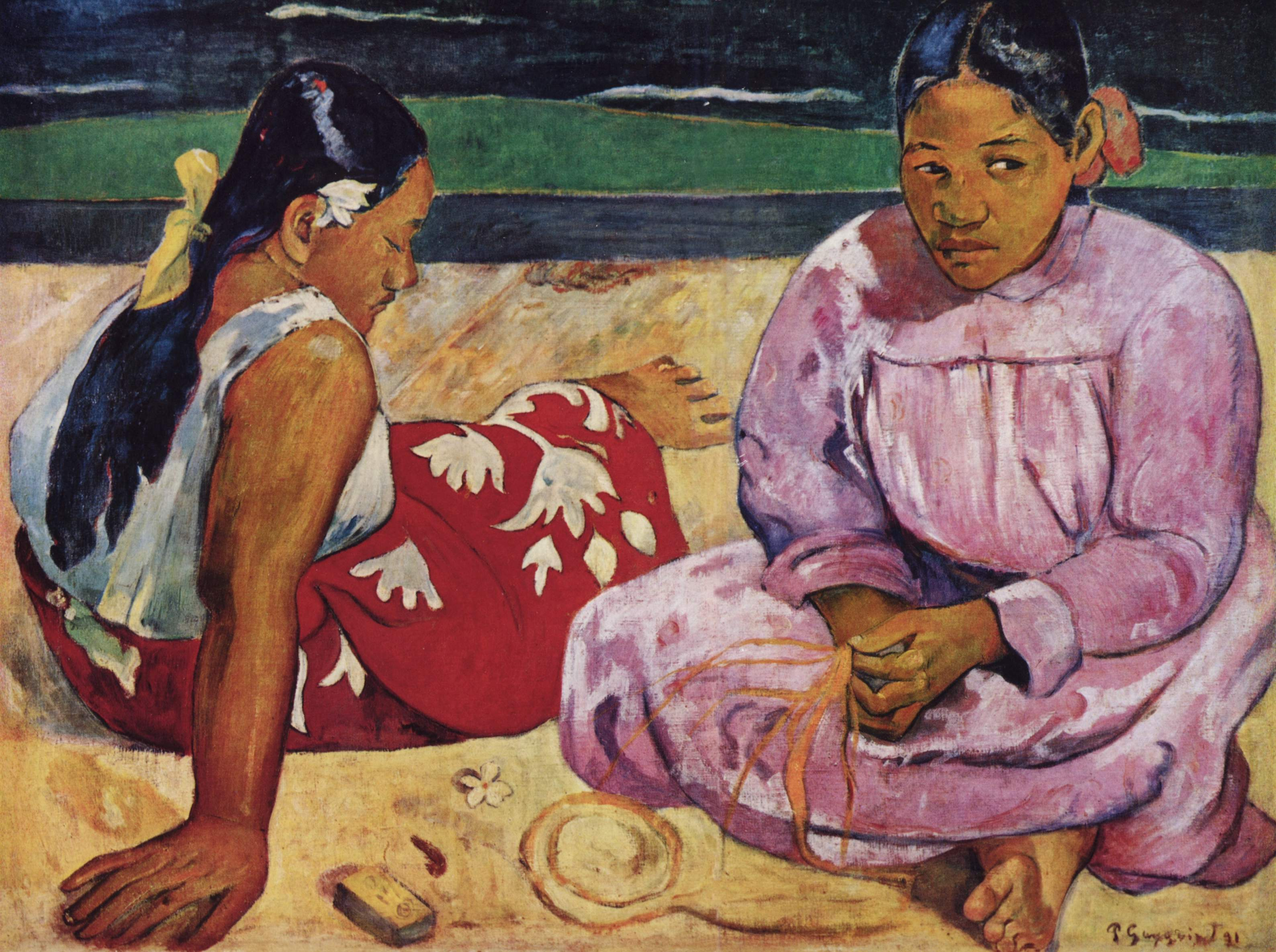
Paul Gauguin: Tahitské ženy na pláži, Muzeum Orsay

Přestože některé ostrovy Polynésie jsou od sebe vzdáleny na tisíce kilometrů a vzájemný kontakt mezi nimi byl často přerušen na celá staletí, na všech polynéských ostrovech najdeme do jisté míry příbuznou kulturu; všude lze vystopovat společný základ pro vývoj jazyků, náboženství, ale i podobnosti v praktikách zemědělství, řemesel, architektury, lodní dopravy apod. přece jen se však jednotlivé ostrovní skupiny po určité době více či méně odchýlily od původní společné kultury. K prohloubení rozdílů v rozvoji jednotlivých oblastí docházelo jednak přirozeně postupem času, pro roztroušenost ostrovů po rozsáhlém území, ale i díky příchodu Evropanů v 18. a 19. století a následné kolonizaci. Dnes můžeme v Polynésii najít jak vysoce vyspělé regiony, které z velké části převzaly západní kulturní, hospodářský a vzdělávací systém, tak i zaostalejší oblasti, kde se dosud udržují společenské praktiky staré stovky i tisíce let. Každopádně v poslední době dochází v celé Polynésii – stejně jako na mnoha jiných místech v minulosti kolonizovaných cizí civilizací – ke snaze o obrození a oživení původní kultury a návratu k původním hodnotám a způsobu myšlení, který byl mnohdy pod vlivem cizí nadvlády a náboženství vykořeňován.
Nejzákladnějším rozdělením na dvě odlišné historické kulturní skupiny je rozdělení na Polynésii západní a východní. V kultuře západní Polynésie, která zahrnuje především Tongu, Niue, Samou a atoly Tuvalu, se odráží vysoký počet obyvatel – díky hustší populaci je zde rozvinutější právo, systém sňatků, peněžnictví i obchodu. Naproti tomu kultura východní Polynésie, kam patří například Cookovy ostrovy, Tahiti, Tuamotu, Markézy, Havaj či Rapa Nui, je přizpůsobena menším rozměrům ostrůvků a atolů. Nový Zéland, ačkoliv se zeměpisně nachází na samém západním okraji polynéského trojúhelníku, se též řadí k východní kultuře, neboť byl kolonizován osadníky z východní Polynésie. Kultura zdejšího národa Maorů je však dosti specifická, uzpůsobená zdejším ostrovům, které jsou mnohem rozsáhlejší než jakákoli jiná pevnina v jádru Polynésie a také nemají tropické podnebí.

### Společnost

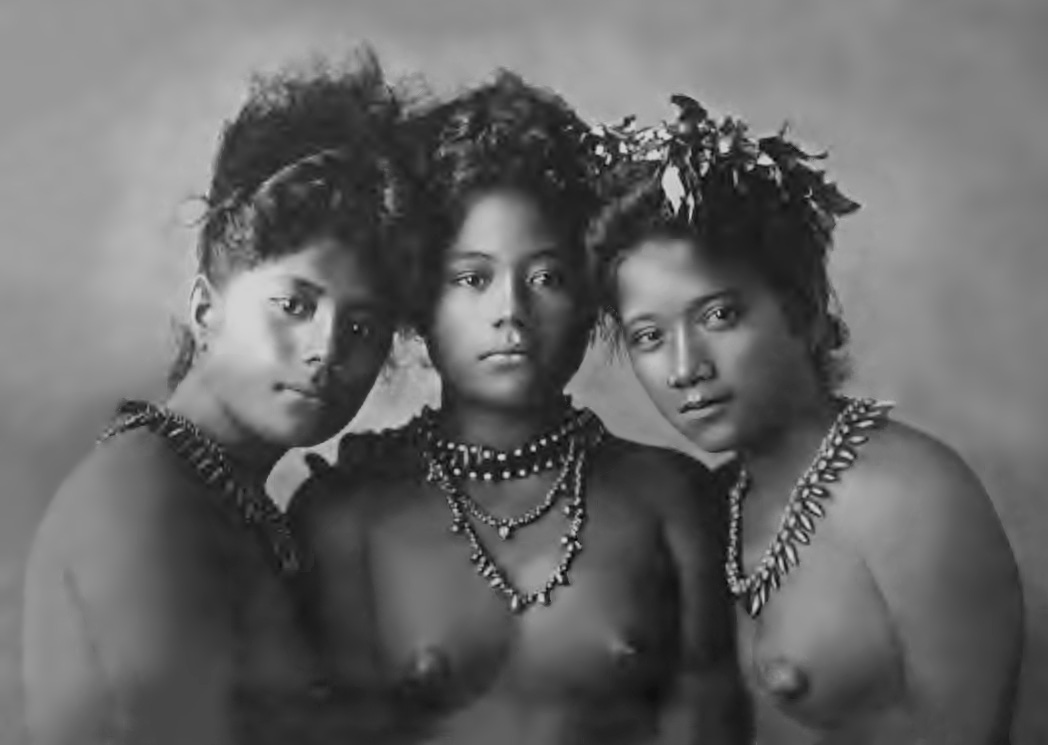
Dívky ze Samoy, 1902

Obyvatelstvo bylo v Polynésii roztříděno do pevných sociálních tříd. Ben R. Finney a Erik M. Jones napsali: "Na Tahiti žilo v době příjezdu Evropanů na 35 000 lidí, a ti byli rozděleni na dvě skupiny: na ty s vysokým postavením, jež měli plný přístup k potravinám i jiným zdrojům, a na ty nízko postavené, s pravomocemi značně omezenými." Dělení na vrstvy podporovala zejména v západní Polynésii i dosti přísná sňatková politika, naopak v řidčeji obydlené východní Polynésii býval společenský systém o něco volnější a propustnější.

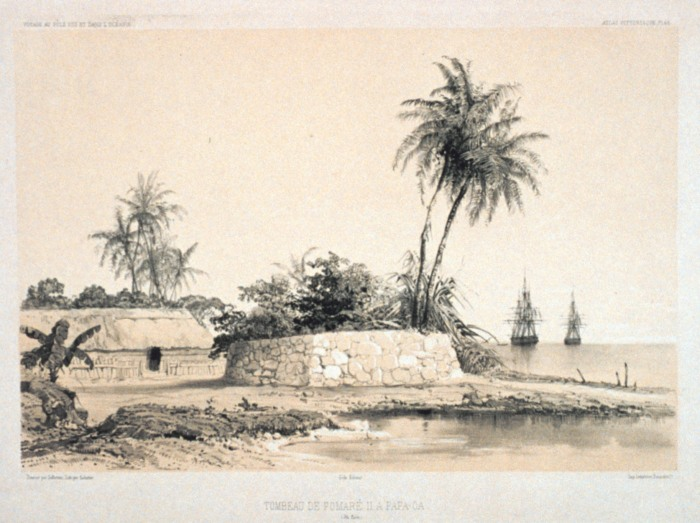
Hrob krále Pomaré II., expedice Julese Dumonta d'Urville, 1842

Polynéská společnost měla velmi bojovný charakter, často docházelo k válkám, vedeným zpravidla s velkou krutostí. Výjimkou nebyly lidské oběti ani kanibalismus.
Na vrcholu každé polynéské společnosti stála šlechta. Právě ta určovala náčelníka popř. krále. Nároky šlechticů na moc vycházely z jejich původu; nejvýše stáli v hierarchii nějakého ostrova často přímí potomci prvních vůdců a osadníků, kteří ostrov kolonizovali. Šlechtici byli dokonce považováni za potomky bohů, neboť dávní objevitelé nových ostrovů byli pozdějším obyvatelstvem posmrtně uctíváni a prohlašováni za bohy. Genealogie vůbec hrála v sociálním uspořádání velkou roli a mnozí se proto snažili přiženit nebo být adoptováni do urozené rodiny. Polynésané si však cenili i opravdových lidských skutků, a i prostý neurozený válečník nebo námořník si tak mohl vybudovat silné společenské postavení, prokázal-li svou odvahu, zručnost či moudrost velikým činem.
Typy vlád se v různých kulturách lišily, ale obecně to byla právě skupina urozených šlechticů, kdo organizoval celé společenství, rozhodoval o využití občiny a začínal a ukončoval války.
Role prostých lidí se též lišila od ostrova k ostrovu. Zatímco někde měli nezcizitelná práva a mohli dokonce mluvit do vedení společnosti a stěžovat si, jinde, například na Havaji, neměl obyčejný člověk takřka žádný hlas. Musel se podřídit příkazům šlechty, jinak byl krutě potrestán, a vykonával podle potřeby různé jednoduché práce pod dohledem nadřízených odborníků – obdělával pole, pomáhal na stavbách či tvořil posádku kánoe při rybolovu. V některých polynéských společnostech existovaly i nižší sociální třídy než prostý lid, práva takových skupin pak někdy hraničila až s otroctvím; obvykle se jednalo o válečné zajatce a potomky cizích, podmaněných kmenů.

#### Role žen
Polynéská společnost měla ostře patriarchální rysy, jasně zde dominovali muži. Ženy měly jen malá práva; u mnoha kmenů jim byl zakázáno jíst některé potraviny (např. maso), stejně tak mnohdy nemohly navštěvovat určitá posvátná místa, nesměly posedávat u jídla spolu s muži, často nesměly vstoupit na palubu lodě a někdy je dokonce za porušování zákonů stíhaly krutější tresty než muže. Ženy se ale i těšily veliké úctě jakožto specialistky na určitá řemesla, například tkaní a barvení látek, a také hrály významnou roli v řízení domácnosti.
Dost odlišná od západních zvyků byla polynéská sňatková politika. Mužům bylo (v závislosti na jejich vlastním sociálním postavení) povoleno mít více manželek, jiným způsobem se ovšem nahlíželo i na další související problémy – například předmanželský sex se nebral jako nic pohoršujícího, bylo dokonce obvyklé, že muž a žena měli před sňatkem oba i několik jiných sexuálních partnerů, a přípustné byly i nemanželské děti.

#### Kāhuna
Důležitou roli hráli v polynéské společnosti "odborníci", v havajštině zvaní kāhuna (singulár kahuna), maorsky tohunga. Obvykle to byli rádci šlechticů a šlo o velmi vzdělané muže, kteří se dobře vyznali v náboženství, lékařství, řemeslech i umění. Váženými kahuny byli zkušení kněží, mořeplavci, stavitelé lodí, stavitelé domů, léčitelé, jednoduše lidé, kteří dosáhli v nějaké činnosti mistrovství. Polynésané však neznali žádný jednotný vzdělávací systém, veškeré znalosti se předávaly ústně, od mistrů k učedníkům. A jelikož hlubokým znalostem jakéhokoli oboru se přisuzovala veliká cena, mohli se u mistrů učit jen žáci z dobrých rodin nebo s mimořádným nadáním.
Pro existenci mnoha různých oborů byli kahunové tříděni do různých kategorií. Například na Havaji se dělili v zásadě na dvě části; na "řemeslníky", kterými byl např. kālai waʻa (odborník na stavbu kánoí) nebo hoʻokele (odborník na mořeplavbu), a na "kouzelníky". Těch bylo asi deset druhů, například kilokilo (ten, kdo dokáže předvídat budoucí události, prorok), nānāuli (ten, kdo zkoumá projevy přírody, jako mraky, déšť a vítr), ale i třeba hoʻounāunā (který na někoho pošle zlé duchy, kteří způsobí nemoc) nebo hoʻopiʻopiʻo (který se dotýká vlastního těla a jinému člověku tak na stejných částech těla způsobuje zranění – podobný koncept jako v haitském vúdú).
Je pravdou, že respekt mnohých polynéských šamanů se zakládal spíše na víře v jejich schopnost škodit než pomáhat. Cestovatel Jan Havlasa v roce 1915 o těch tahitských poznamenal: "Na oné pověrčivosti někdejších Tahiťanů spočívala též nadvláda pohanských kněží před příchodem Evropanů. Dovedli oni namluviti věřícím, cokoli se jim zlíbilo; a když někoho stihli svou kletbou, prokletý obyčejně uchřadl prapouhou hrůzou."
Na Havaji se člověk, který dosáhl mistrovství ve všech kouzelnických oborech, nazýval Kahuna Nui ("Velký kahuna"). Takovými se obklopovali významní náčelníci, vlastního osobního Kahunu Nui měl například i Kamehameha I.
To, v jakém oboru je člověk mistrem, se v mnoha společnostech dávalo najevo specifickým tetováním.

### Životní styl

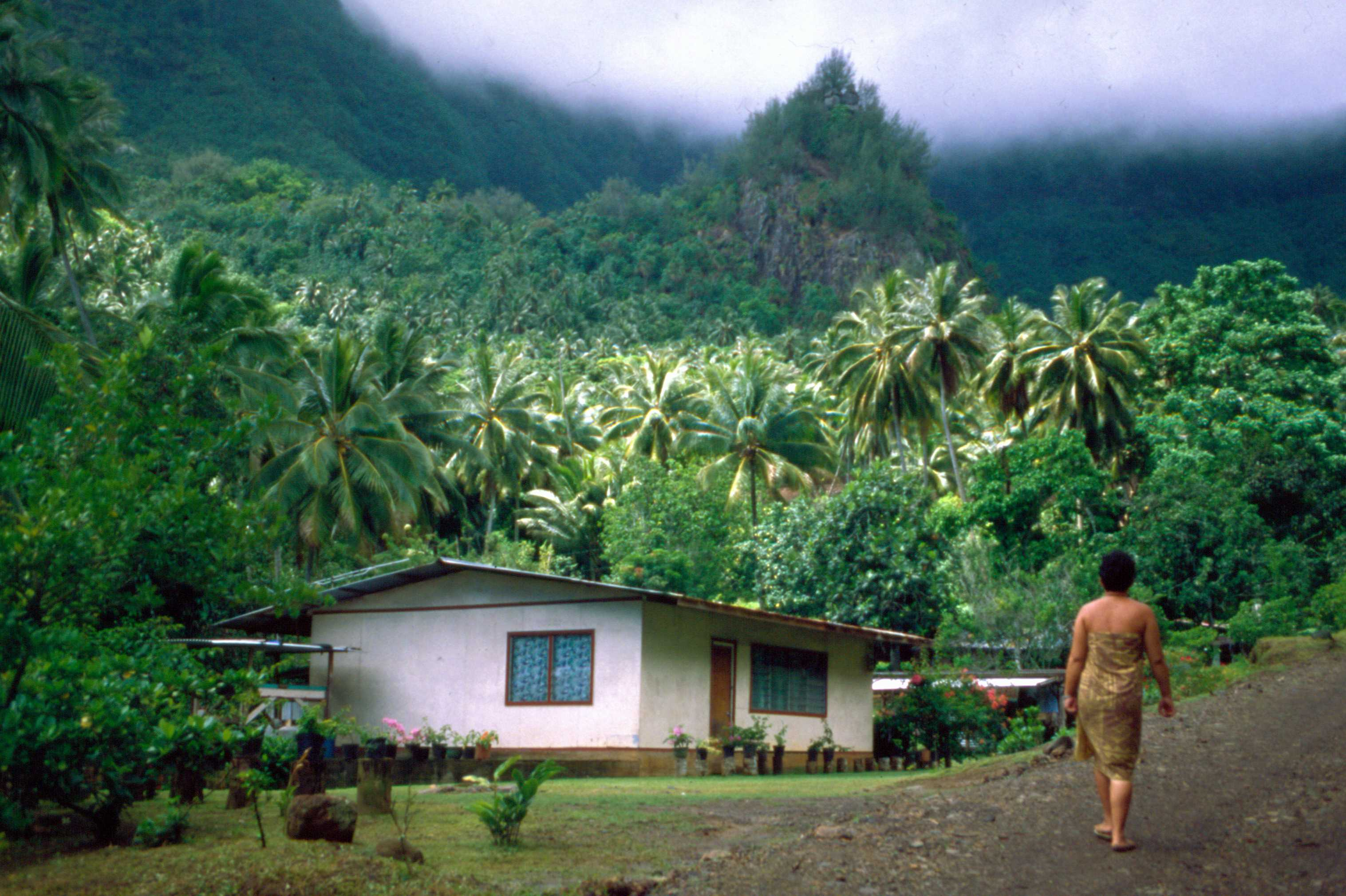
Vesnice Puamau (Hiva Oa, Markézy)

#### Bydlení
Polynésané žili buďto v maličkých osadách o několika staveních, nebo ve větších vesnicích s až třiceti budovami. To, zda byli obyvatelé ostrova soustředěni spíše na jednom místě v jedné vesnici, nebo roztroušeni v osadách po větších plochách, záviselo na velikosti a typu ostrova. Například velké sopečné ostrovy měly rozsáhlé lány úrodné půdy a lidé tedy žili rozprostřeni na mnoha místech, aby pokryli co největší zemědělskou plochu. Každá z osad, které se skládaly ze čtyř nebo pěti domů se zahradami, pak měla vymezenu určitou část země. Naopak shlukování mnoha obyvatel do velkých vesnic, které už často mívaly obranné valy a palisády ze dřeva a kamene, bylo výhodné pouze na pobřeží menších ostrovů.
Nový Zéland se tomuto obvyklému uspořádání vymykal; i ve vulkanickém vnitrozemí zde vznikaly lidnaté vesnice, obvykle položené na kopcích a obehnané palisádou a obrannými terasami. V maorštině se tato sídla nazývají pā a jejich zbytky lze na Novém Zélandu nalézt dodnes.

#### Stravování
Polynéský jídelníček tvořily četné ostrovní rostliny a také ryby, jež byly hlavním zdrojem bílkovin. Kultivované rostliny si s sebou Polynésané brali na cesty a uměle je tak rozšiřovali do nových prostředí – například na netknuté Havajské ostrovy si pro svou obživu přivezli plodiny jako taro, chlebovník, batáty, banány či cukrovou třtinu.
Na některých polynéských ostrovech se i chovala domácí zvířata, zejména slepice, v určitých oblastech západní Polynésie i prasata; jednalo se ale spíše výjimky. Polynésané dávali před chovem přednost rybolovu, neboť už na samotný chov je třeba vynaložit část zdrojů potravy kvůli krmení, a to si farmáři na stísněných ostrovech ne vždy mohli dovolit. Už v období lapitské kultury se do Oceánie rozšířila krysa, což dokazují nálezy velkého množství krysích kostí v odpadních jámách. Je možné, že člověk zavlekl na ostrovy krysy záměrně, jako další zdroj potravy pro sebe či pro zvířata. Každopádně díky krysám vymizelo z ostrovů mnoho jiných živočišných druhů.
Stálou hrozbou bylo pro Polynésii sucho. Na nízkých ostrovech (mnohé atoly nestoupají více než pár metrů nad hladinu oceánu) mohlo též dojít k takové pohromě, kdy byla zemědělská půda v důsledku bouře zaplavena a znehodnocena solí.

#### Lékařství
Polynésané se přirozeně naučili základním dovednostem z oblasti medicíny – dokázali ošetřovat zlomeniny i otevřené rány a hojně také využívali léčivých ostrovních bylin. Při léčbě se spoléhalo jak na světské, tak i duchovní a magické postupy. Lékaři se dělili do úzce vymezených oborů (nešlo tedy o žádné univerzální "medicinmany"), přičemž znalosti a vědomosti z jednotlivých specializací se obvykle dědily z generace na generaci.
Jakkoli však byla vyspělá, nestačila polynéská medicína na vlnu infekčních nemocí, které na ostrovy v 18. století zavezli Evropané, a neznámé choroby tak způsobily původní populaci obrovské ztráty.

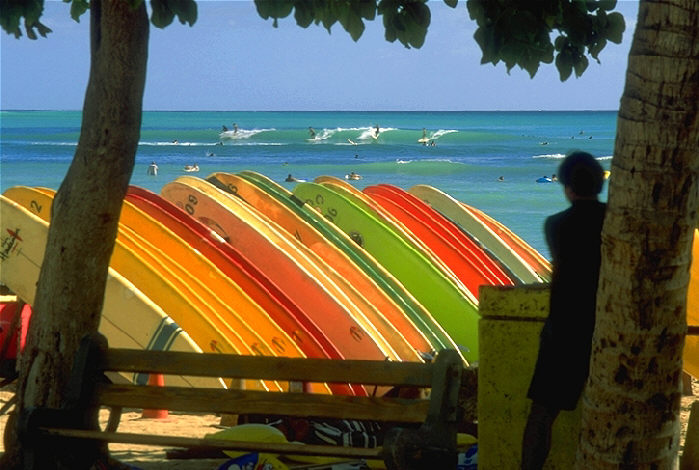
Surfařská prkna na pláži Waikiki (Oahu, Havaj)

#### Sport
Již před příchodem Evropanů se v Polynésii rozvinul sport v podobě zápasu či cvičného souboje a také závodění na kánoích. Samuel Wallis se stal na Tahiti asi prvním evropským svědkem surfingu; pozdější zmínky o tomto sportu pak přicházely zejména z Havajských ostrovů, kde je tento sport velmi populární dodnes.
Dnes se v Polynésii provozují obvyklé evropské sporty, mimo jiné fotbal a ragby – v něm vyniká tým Nového Zélandu, který se mnohokrát umístil i na mistrovství světa, to poslední (v roce 2011) dokonce vyhrál.

### Umění a řemesla

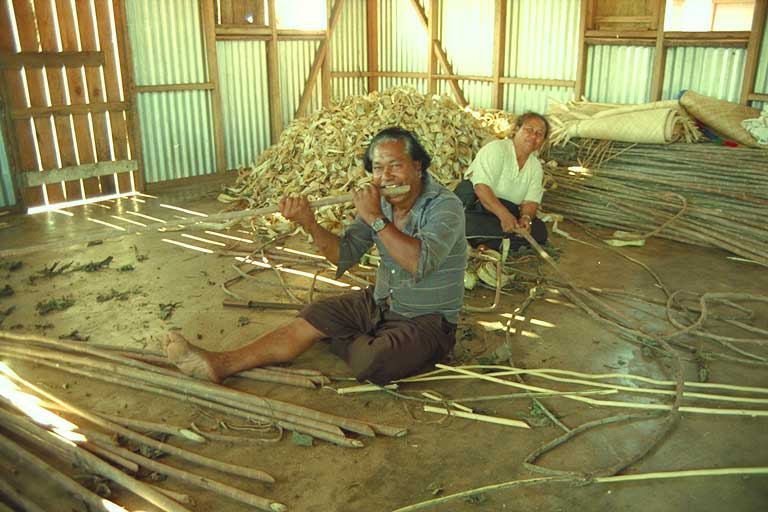
Získávání materiálu na tkaní tapy (Nomuka, Tonga)

Umění zapracovávali Polynésané takřka do všech svých výrobků. I primitivní nástroje jako háčky na rybaření byly bohatě zdobeny, stejně jako zbraně, neboť se věřilo, že čím je zbraň pečlivěji vyrobena a ozdobena, tím bude silnější. Také samotná obydlí Polynésanů bývala prodchnuta odznaky zručnosti, i nejobyčejnější trámy domů často zdobila řezba. Na některých ostrovech mělo hlubokou tradici a pevné místo v kultuře tkaní, zejména látka zvané tapa, která se vyráběla (a dodnes na některých místech vyrábí) z kůry stromů. Šperkařství nebylo na nijak zvláštní úrovni, Polynésie je ovšem známa tetováním.
Velké oblibě se v Polynésii těšily hudba a tanec. Ty se hojně provozují dodnes a například na Havaji a ve Francouzské Polynésii jsou velkými lákadly pro turisty, zatímco Nový Zéland zase proslul svým výše zmíněným národním týmem ragbistů, kteří před každým zápasem předvádí tradiční maorský tanec haka.

#### Vliv Evropanů
Mnoho uměleckých výtvorů původních Polynésanů, zejména v oblasti sochařství a architektury, bylo nenávratně ztraceno v důsledku připlutí Evropanů. V mnohém se o to přičinili křesťanští misionáři, kteří systematicky strhávali původní "pohanské" chrámy a ničili takřka všechno, co mělo pro domorodce jakoukoli náboženskou hodnotu.
Potlačování polynéského kulturního bohatství se týkalo i např. hudby a tance, pohanské písně a rituály byly často v rámci misijní činnosti zakazovány. Mnoho prastarých příběhů a písní, které se předávaly pouze v ústním podání, je tak dnes už navždy pryč.
Přesto ale evropská kultura nepůsobila na tu polynéskou jen zhoubně, ale také ji v určitých oblastech obohatila – známým příkladem je havajský drnkací nástroj ukulele, který se na ostrovech vyvinul koncem 19. století z dovážených portugalských kytar a stal se pevnou součástí zdejší hudby.

### Mytologie a náboženství
Polynéské náboženství charakterizují praktiky jako animismus, totemismus, víra v magii či uctívání předků. Náboženství bylo pro Polynésany neodmyslitelné, ovlivňovalo všechno od umění a řemesel po společenské uspořádání; nadpřirozeno, kouzla a bohy se bralo jako něco zcela přirozeného a stejně reálného jako fyzický svět, čemuž nasvědčuje i fakt, že v polynéských řečech v podstatě neexistuje žádný výraz pro pojem "náboženství".
Přestože základní náboženské představy a přesvědčení sdílí přes roztroušenost po obrovském území všichni Polynésané, mnohé prvky, jako konkrétní božstva nebo rituály, se již v jednotlivých oblastech Polynésie přirozeně liší. Například novozélandští Maorové uctívali odlišné bohy a vyprávěli si jiné mýty než jejich vzdálení příbuzní z Tahiti nebo Havaje. Stejně jako třeba jazyky, i božstva jednotlivých polynéských národů mají všechna společné kořeny, výsledná podoba náboženství se ale na různých ostrovech již více či méně liší, neboť jeho vývoj ovlivňovaly lokální podmínky.
Všichni Polynésané sdílejí představu o stvoření světa, mýtu existujícím v nějaké podobě ostatně snad v každé lidské kultuře. Součástí tohoto mýtu je i vznik prvních bohů, kteří pak rozšiřovali své řady prostým lidským způsobem. Polynéské panteony měly spletitou genealogii, v rámci níž často božský rodokmen v určitém místě plynule přecházel na lidi, objevoval se tedy jev opět hojný v mnoha světových kulturách, že lidé (často jen někteří, například panovníci) byli považováni za přímé potomky bohů. K této víře patřilo i zbožšťování dávných historických postav – příkladem může být pověst o Hotu Matu'ovi, bájném prapředkovi, kterým si lidé z Rapa Nui zpodobňovali první osadníky ostrova.
Mýty, příběhy o bozích a bájných hrdinech a jejich skutcích, se dědí již po tisíce let ústně, pro Polynésii typicky často ve formě epických písní a živého dramatického vyobrazování. Polynéská mytologie je tak velmi pestrá a díky nejednotnosti a regionálním rozdílům také velmi složitá a nejasná, proto není dosud prozkoumaná natolik, jako kultury jiných národů.
Cestovatel Jan Havlasa se o polynéském božstvu na Tahiti vyjádřil prostě: "Tito bohové byli obyčejně kusy dřeva hrubě osekané a ověšené peřím hlavně faetonta, krásného ptáka tropického; ale když někdy takový pámbíček byl o něco prošen a prosby nevyplnil, Tahiťané ho jednoduše stáhli s oltáře, rozmlátili a udělali si jiného."

#### Mana
Jedním z ústředních prvků tradiční polynéské víry je takzvaná "mana". Toto slovo ve svém základním významu neznamená o mnoho více než prostě "moc", přitom má však velmi komplexní význam. Jedná se o jakousi duchovní sílu, nebo přímo podstatu všeho jsoucího – manu má každý člověk, ale i každé zvíře, každá rostlina, každý kámen. Manu však nemají jen tyto jednotlivé subjekty, ale i celá společenství na vyšší úrovni – manu má jako jedna entita i les, útes nebo celý ostrov; obyvatelé Havaje například věřili, že zvláště hodně many oproti ostatním má ostrov Molokai. A mana sahá i na "onen svět", je i podstatou božstev a duchů, je to jednoduše všudypřítomná energie, ovlivňující všechny záležitosti duchovní i světské (mezi nimiž, jak už bylo řečeno, nevidí polynéské náboženství žádnou hranici).
Víra v koncept many starým Polynésanům velmi ovlivňovala způsob nahlížení na svět. Věřilo se, že "tok" many je tím silnější, čím je člověk blíže bohům, a právě z víry v manu vycházely mocenské nároky mnohých šlechticů, kteří se považovali za potomky bohů a kteří tedy měli být z božské krve obdařeni nadprůměrným množstvím many. Ale šlo tomu i naopak: prostému člověku, který při zvláštních příležitostech prokázal velkou duchovní sílu, mohlo být příbuzenství s bohy dodatečně přiřknuto. Proto byli objevitelé nových ostrovů a zakladatelé nových kolonií často svými následovníky s odstupem času zbožšťováni, zveličováni a opřádáni bájemi, a stávali se tak stavebními kameny pro novou kulturu a mytologii, kterou si osadníci nějaké nového ostrova začali postupně vytvářet, když ztratili fyzická i duchovní pojítka na původní domovinu.

#### Tabu

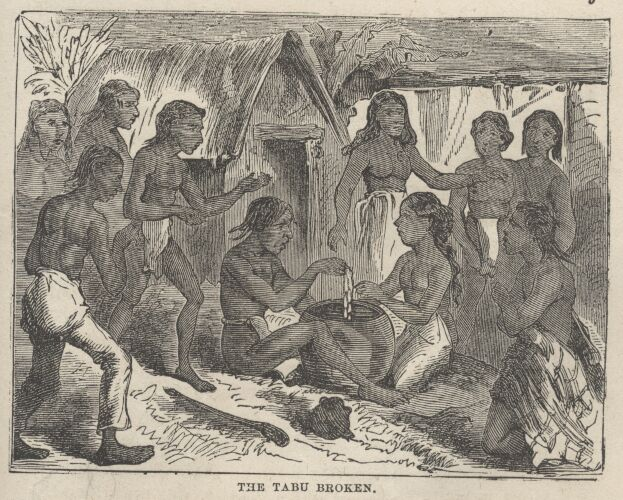
ʻAi Noa, doba boření tabu na Havaji (Mark Twain: Jak jsem se protloukal)

Výrazem tabu či tapu se v tradiční polynéské společnosti označoval bezpodmínečný společenský zákaz – zákaz vstupu na určitá posvátná místa, zákaz kontaktu či manipulace s nějakými posvátnými předměty, zvířaty či osobami, přičemž onou "posvátností" se myslel právě velký výskyt duchovní energie, výše popsané many. Prohřeškem nemusel být dokonce jenom přímý kontakt, ale mnohdy už pouhý výrok nebo zmínka o něčem posvátném. Mnohá tabu ale nebyla zákazy platícími na každého člověka a za každých okolností; některá místa mohla být například jakožto posvátné duchovní stánky smrtelníkům zapovězena, ale v určitých obdobích se zpřístupňovala lidem z vyšších náboženských vrstev, aby zde mohly být konány obřady a rituály.
Některá tabu ale měla i velmi praktický význam: například na hojně navštěvované oblasti rybolovu nebo sběru plodin se v určitých ročních obdobích uvaloval zákaz vstupu, aby se příroda mohla zregenerovat a nebyla přílišným využíváním trvale poškozena. Omezování dovoleného množství snědené potravy zase sloužilo jako prevence proti přelidnění. Jiná tabu se nám však z dnešního pohledu mohou zdát téměř nesmyslná: v mnoha polynéských společnostech bylo například výhradně ženám zakázáno jíst maso nebo určité druhy vzácného ovoce. Někde společenská tabu dokonce nařizovala, že člověk z nižší společenské vrstvy nesmí šlápnout na stín člověka výše postaveného nebo nesmí chodit tak, aby měl oči ve stejné výšce jako někdo jemu nadřízený.
V různých polynéských kulturách nalezneme nejrůznější možná tabu, která též napomáhala k odlišnému společenskému a hospodářskému vývoji různých oblastí. Každopádně všude byla tabu velmi ctěna a jejich porušení krutě postihováno – v mnohých případech se uděloval i trest smrti, i když někdy se potrestání lišilo pro různé osoby (například rozdílné postihy pro ženy a muže), a tak zatímco pro někoho mohl být nějaký čin hrdelním zločinem, jiný se třeba mohl vykoupit a ospravedlnit vykonáním určitého očistného rituálu).
Proti mnohdy až absurdním starobylým zákazům se někdy přirozeně konaly vzpoury. K velkému prolamování tabu došlo po smrti krále Kamehamehy I. v roce 1819 na Havajských ostrovech; ženám se dovolovalo jíst dříve zakázané pokrmy a posedávat s muži, kněží už neprováděli lidské oběti, přísná omezení obklopující vysoce postavené náčelníky byla zrušena. Úpadek starého náboženství byl pak o několik měsíců později završen příjezdem křesťanských misionářů. Toto období zvolňování mravů se nazývá ʻAi Noa, havajsky doslova "svobodné stravování".
Samotné slovo tabu pochází z tonžštiny nebo fidžijštiny, stejný etymologický základ mají i slova tapu v maorštině nebo kapu v havajštině. Do angličtiny jej zavedl roku 1777 britský mořeplavec James Cook právě poté, co navštívil Tongu. Slovo mu překládali jako "něco svatého, nedotknutelného, zakázaného, nečistého nebo prokletého". Při popisování tonžské kultury Cook o tabu zmínil: "Nikdo z nich si nesedl ani nevzal sousto čehokoliv… Vyjádřil jsem své překvapení, řekli, že jsou všichni pod tabu; kteréžto slovo má velmi komplexní význam, ale obecně znamená, že je nějaká věc zakázána. … Když je zakázáno něco jíst nebo něco používat, pak říkají, že je to tabu."
Jan Havlasa napsal v roce 1915 o Tahiti: "Někde chlebovník se tyčí, náhodou tam vypučelý, a na jeho větvi s rozeklanými, lesklými listy kolébá se věchet nebo nápis »tapu« (nedotknutelno, posvátno), jenž zakazuje cizím otrhávání plodu. »Tabů«, jak obyčejně se u nás píše to slovo, bylo druhdy mocným slovíčkem v Polynesii: kněží i soukromníci mohli je prohlásiti nad čímkoli, a kdo »tabů« porušil, sám se odsoudil k smrti."
Jako výraz pro striktní sociální zákaz nějaké činnosti nebo zákaz mluvení či vůbec uvažování o něčem převzala od Polynésanů slovo tabu i Západní kultura.

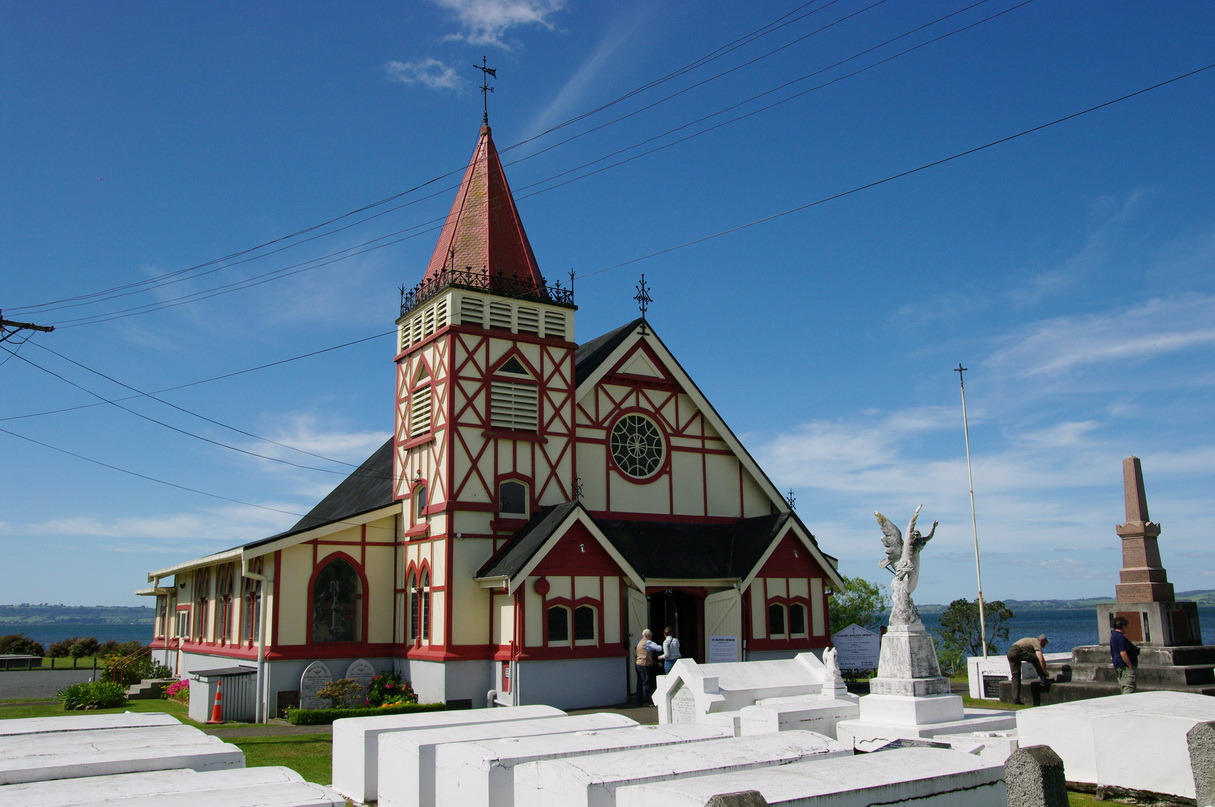
Kostel v Rotorue (Nový Zéland)

#### Křesťanství
Po příjezdu Evropanů se na ostrovech objevilo spoustu soupeřících misionářských sekt, díky nimž mnoho Polynésanů konvertovalo ke křesťanství. Po kontaktu původní mytologie s křesťanstvím také vzniklo několik kultů, které dvě náboženství často spojovaly – například maorská hnutí Rātana, Pai Mārire nebo Ringatū. Tyto církve zakládali domorodí proroci, jejich víra uznává svatou trojici a Bibli, ovšem zahrnuje často i vlastní texty (např. písně) v maorštině a někdy přenáší židovské a izraelské reálie na Maory a Nový Zéland. Některá tato hnutí se angažují i v politice. Většinou se jedná o mírumilovné organizace, ovšem v případě církve Pai Mārire založené roku 1863 šlo vyloženě o násilné hnutí, které svým výkladem Bible slibovalo maorskému lidu vysvobození od Evropanů a svedlo několik krvavých bitev s britskými místodržícími, než bylo nakonec deset let po svém vzniku rozbito.

### Mořeplavba a navigace

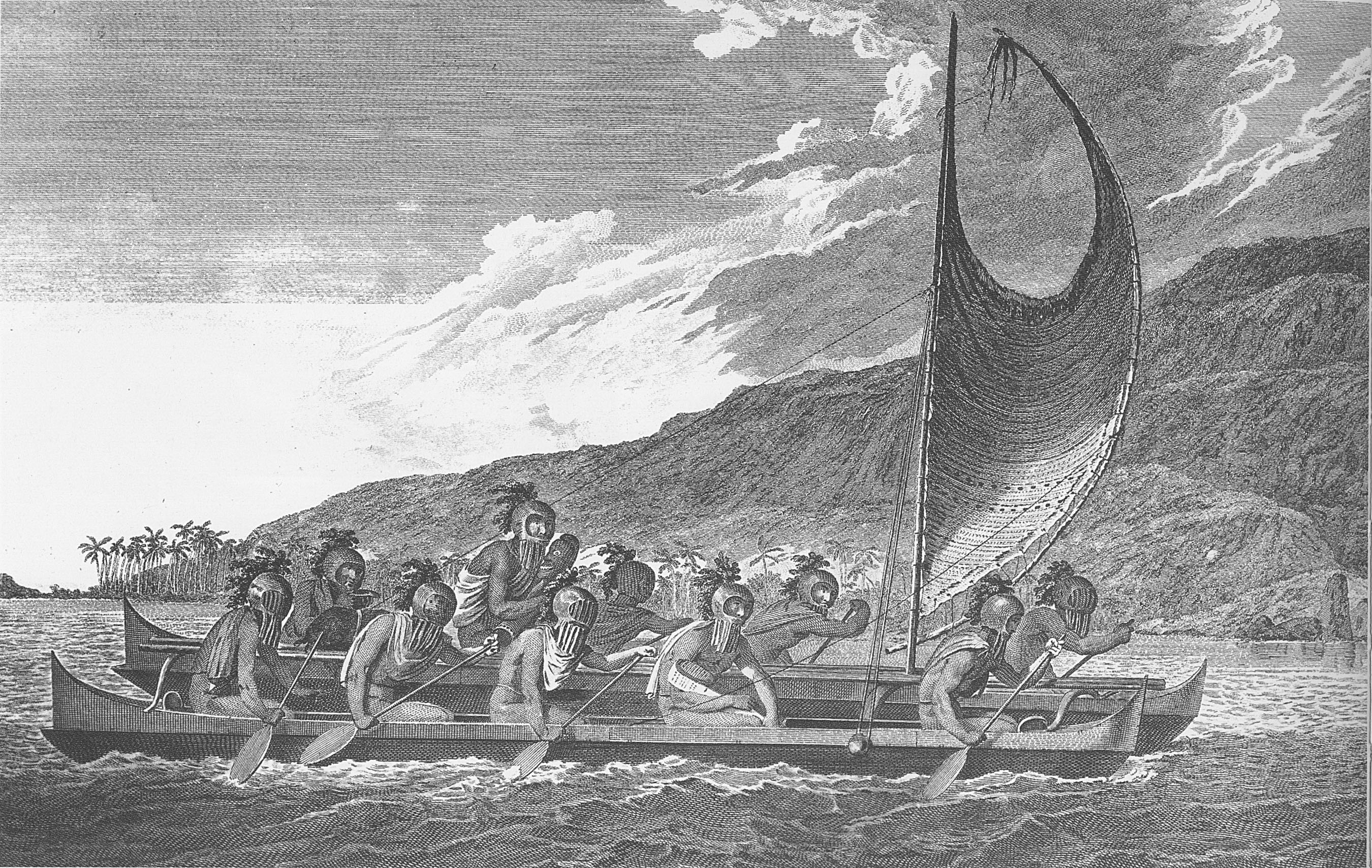
Havajští námořníci se plaví na dvoutrupé kánoi, asi 1781

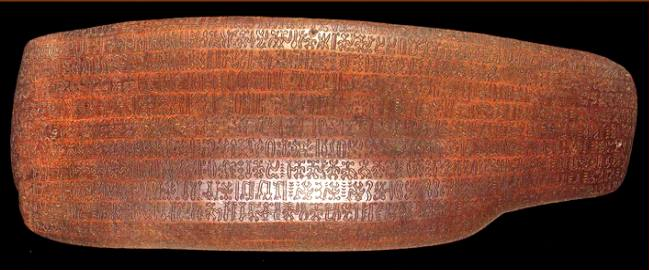
Rongorongo

Polynésané byli velmi zruční mořeplavci, kteří dokázali na lodích z nejjednodušších materiálů a bez mechanických navigačních přístrojů překonat tisíce kilometrů oceánu. Mezi malými ostrovy cestovali pouze s pomocí vlastních smyslů, intuice a znalostí. Ačkoli neznali kompas ani sextant, dokázali překonávat neomylně obrovské vzdálenosti. Také se vyznali v bezpřístrojovém předpovídání počasí.

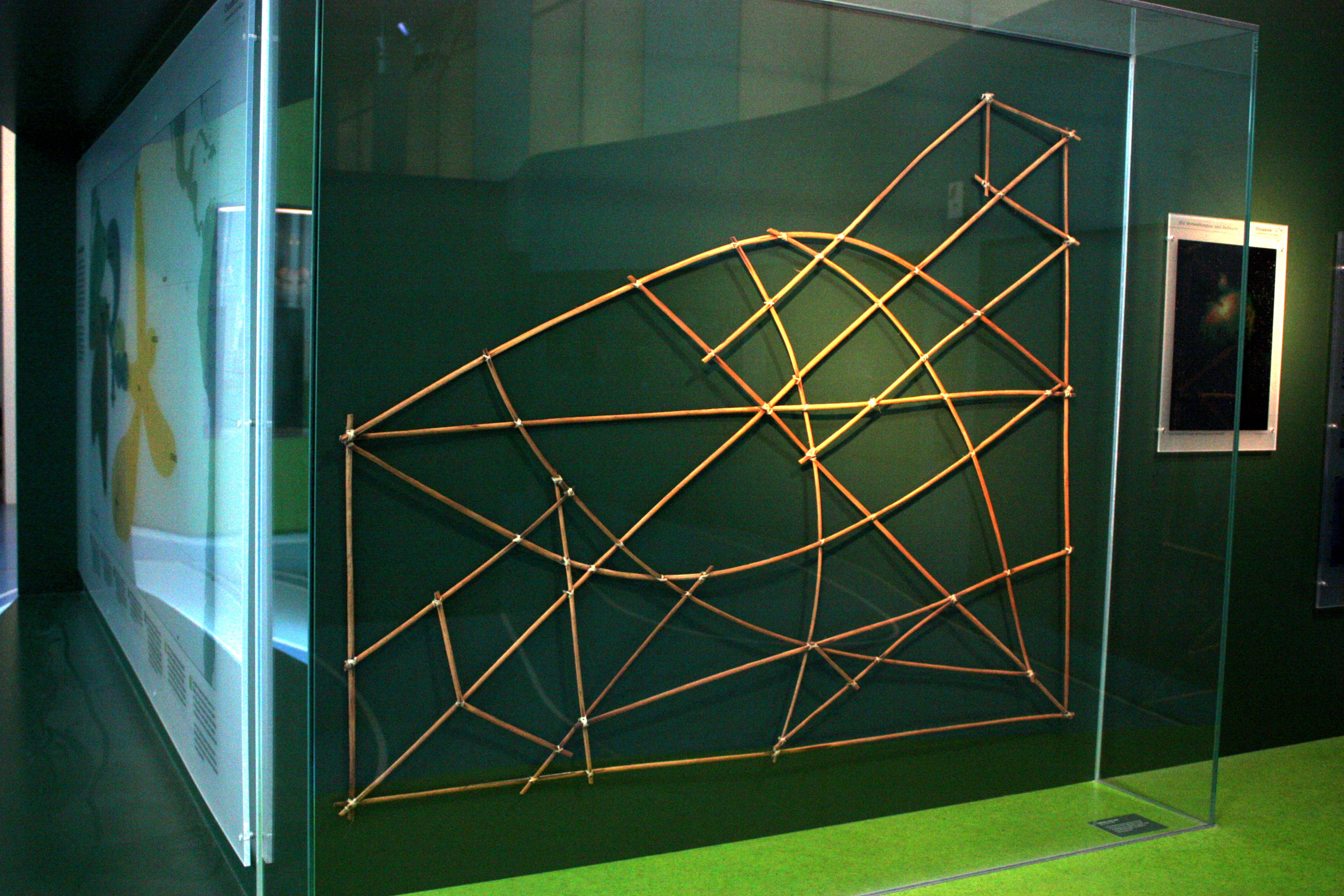
Hůlková mapa v muzeu v Brémách

Aby mohli určovat směry v různých denních dobách i ročních obdobích, naučili se navigátoři z východní Polynésie číst cenné údaje z pohybu slunce a hvězd. Dále pozorovali počasí a zvířata – například sledovali hejna ptáků, která táhla směrem k neznámým končinám a zavedla mořeplavce k dosud neobjeveným ostrovům. Také využívali mořských proudů či poznatku, že oblačnost se obvykle utváří nad pevninou.
Jelikož Polynésané neznali písmo, musely být všechny složité poznatky a techniky navigování předávány ústně, často ve formě písní a různých mnemotechnických pomůcek. Znalosti navigování ovšem byly, stejně jako metody stavby tradičních dvoutrupých kánoí, udržovány v přísné tajnosti jako cechovní tajemství. Mořeplavci se těšili veliké vážnosti, neboť právě na nich ostrovní život závisel. V dobách hladomoru a jiných těžkostí to byli oni, kdo mohl na svých lodích přivést pomoc nebo evakuovat ohrožené obyvatelstvo na sousední ostrovy.
Na Marshallových ostrovech byly užívány zvláštní hůlkové mapy, mřížky, kde hůlky ukazovaly proudy a směry a na nich připevněné mušle nebo kousky skořápek představovaly ostrovy. Materiálu na takovéto mapy se našlo na ostrovech dost a jejich výroba byla poměrně snadná, i když správné pochopení jejich systému si vyžadovalo léta učení.
James Cook přijal na své první cestě do služby raiatejského námořníka Tupaiu, který dovedl zpaměti nakreslit mapu ostrovů až do vzdálenosti 3200 kilometrů severním a západním směrem od své domoviny. Na mapu dokázal zanést polohu 130 ostrovů a 74 z nich pojmenovat. Předtím přitom navštívil Tupaia na krátkých plavbách pouze 13 ostrovů a ani jednou se nepodíval do západních oblastí Polynésie, neboť od časů jeho prarodičů se Raiateané zaměřovali výhradně na plavby východním směrem. Přesto měl Tupaia od svých předků velmi přesné údaje o hlavních ostrovech na západě – Fidži, Samoi a Tonze – i informace o tom, jak a kudy se do těchto končin dostat. Cook ovšem Tupaiovy znalosti ostrovů a schopnosti navigace nemohl zcela využít, neboť byl admiralitou pověřen úkolem plavit se na neprobádaný jih a hledat bájný "velký jižní světadíl".

### Vědecký pokrok
Všechny polynéské kultury mají jeden společný znak: nikdy nevyvinuly vlastní písmo. Veškeré znalosti a dějiny ostrovů se dochovaly pouze v ústním podání, často prostřednictvím příběhů a písní mívajících i na tisíce veršů. Výjimkou je Velikonoční ostrov, kde byly v 19. století nalezeny tabulky s dosud nerozluštěným psacím systémem rongorongo.
Polynésané také neuměli zpracovávat a využívat kovy. Přestože ale první evropští průzkumníci považovali Polynésany za "primitivy", nakonec musela vědecká obec uznat, že zdejší ostrovní kultura je velmi vyspělá a navzdory relativně nízkému vědeckému pokroku velmi dobře přizpůsobená obtížnému životu v oceánském prostředí.

## Poznámky

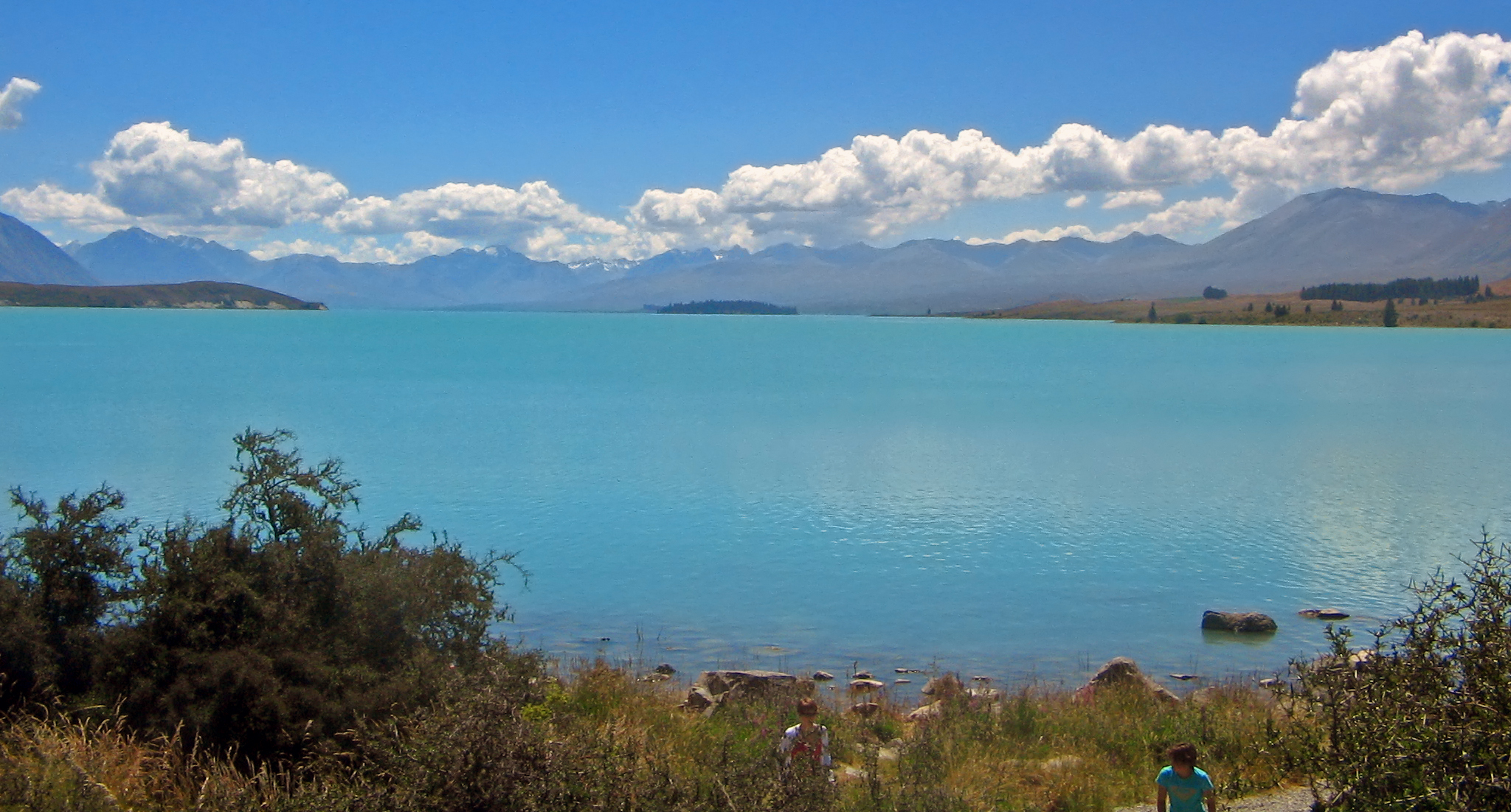
Jezero Lake Tekapo na Novém Zélandu